# Cattedrale dei Santi Pietro e Donato

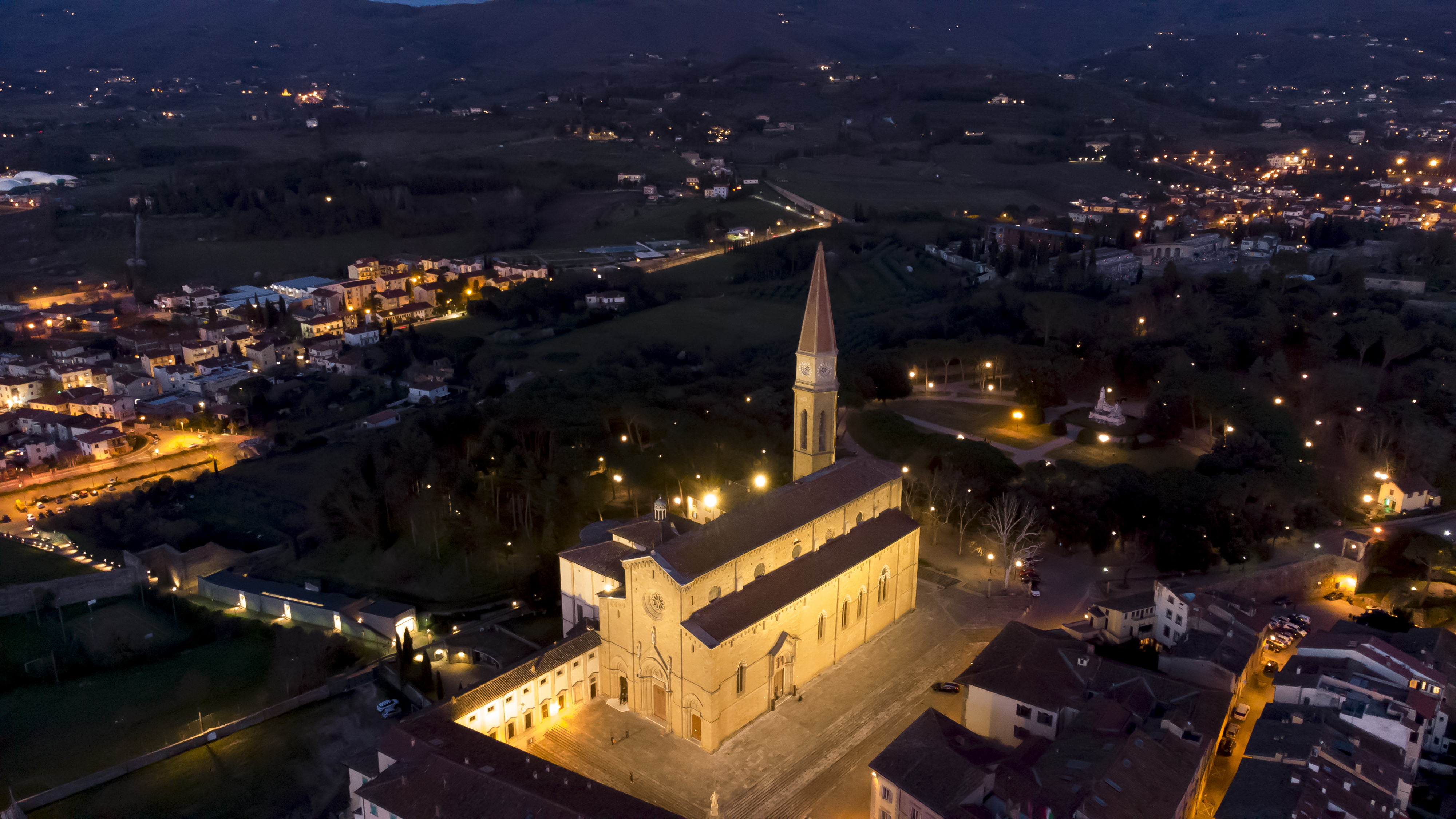
Nuova illuminazione (2021)

Il duomo di Arezzo, ufficialmente cattedrale dei Santi Pietro e Donato, è il principale luogo di culto cattolico della città di Arezzo e dal 1986 è cattedrale della diocesi di Arezzo-Cortona-Sansepolcro, dopo essere stata cattedrale della diocesi di Arezzo dal 1203 al 1986.
Ubicata sulla sommità del colle dove sorge la città, è posta sul sito di una chiesa paleocristiana e, probabilmente, nel luogo dove anticamente sorgeva l'acropoli cittadina.

## Storia
La prima cattedrale di Arezzo sorgeva sul vicino Colle del Pionta, sul luogo in cui era sepolto e venerato il santo martire Donato, ma nel 1203 papa Innocenzo III ordinò al vescovo Amedeo di trasferirla dentro le mura cittadine e fu scelta come nuova sede la chiesa benedettina di San Pietro Maggiore, già ricordata nell'876, che si trovava nella parte anteriore dell'attuale.
Decisiva per la nascita del duomo fu la visita di papa Gregorio X nel dicembre del 1275, di ritorno dal Concilio di Lione. Il pontefice infatti, gravemente malato, morì ad Arezzo il 10 gennaio 1276 lasciando alla città la somma di trentamila fiorini d'oro destinati alla costruzione di una nuova cattedrale. I lavori, più volte interrotti, furono avviati nel 1278 dal vescovo Guglielmino degli Ubertini e nel 1289 la struttura risulta già consacrata, sebbene fossero state costruite solo l'abside e le prime due campate. Dopo un'interruzione seguita alla morte dell'Ubertini, i lavori ripresero con l'episcopato del successore Guido Tarlati (1312-1327), con la costruzione della terza campata e del portale laterale, terminato dopo la morte del vescovo.
La vendita di Arezzo alla Signoria fiorentina nel 1384 determinò una nuova interruzione e l'impresa riprese solo nel 1471, per concludersi solo nel 1511, lavori che arrivarono a completare la navata fino alla facciata che però rimase incompiuta e terminata ed in parte ricostruita tra il 1901 e il 1914 su disegno di Dante Viviani.
Il duomo di Arezzo è ancora intitolato a San Donato e conserva sull'altare principale una pregevole arca marmorea trecentesca a lui dedicata dove è conservato il corpo del santo (la testa si conserva nel busto reliquario presso la chiesa di Santa Maria della Pieve di Arezzo).

## Descrizione

### Esterno

#### Facciata e fianco destro

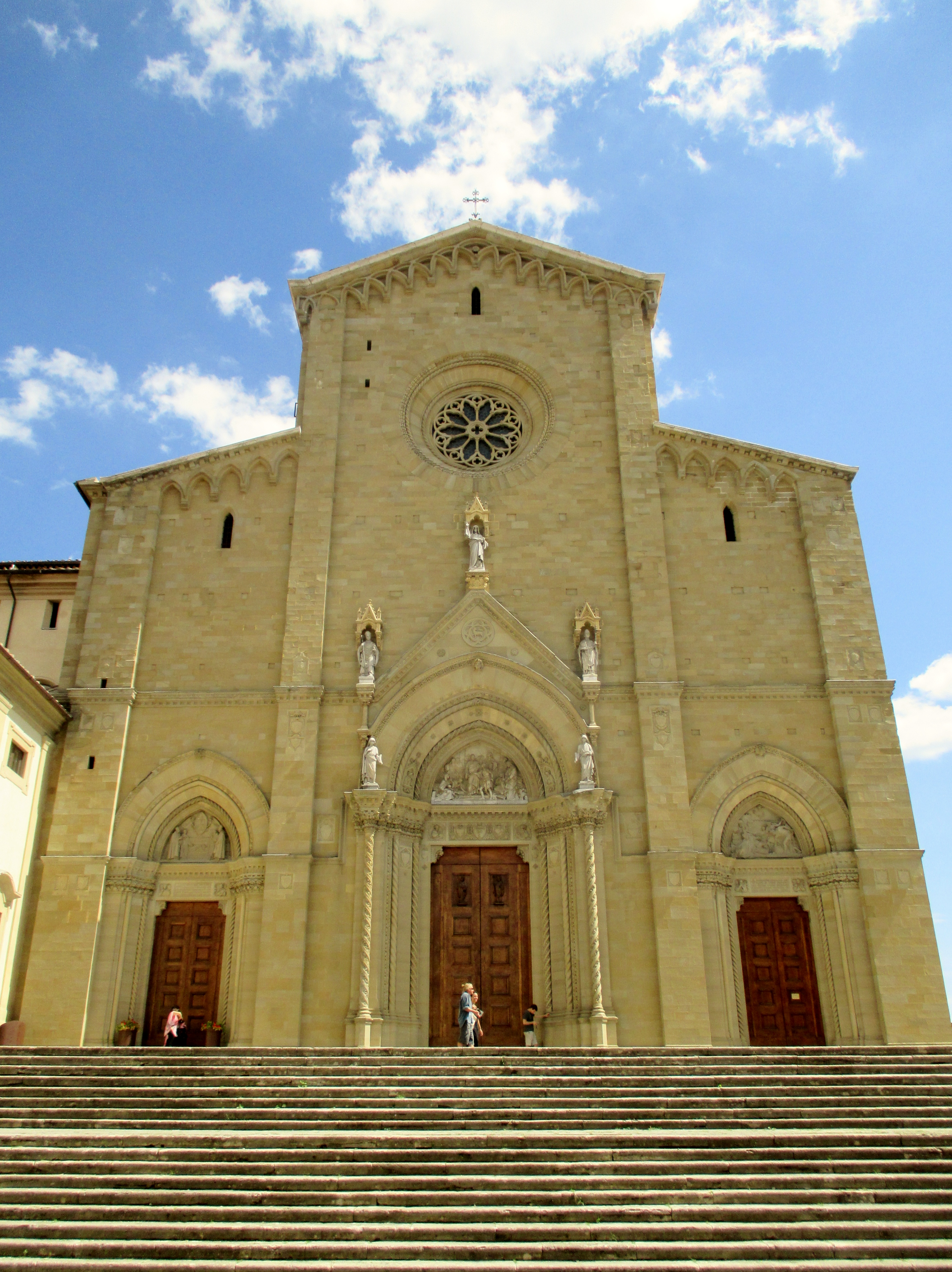
La facciata

La facciata costruita in arenaria tra il 1901 e il 1914, in sostituzione di quella precedente, rimasta incompiuta ricevette un aspetto neogotico datole dall'architetto Dante Viviani. Essa presenta una ricca decorazione scultorea che venne realizzata da Giuseppe Cassioli, Enrico Quattrini e dallo stesso Dante Viviani. Il prospetto è a salienti e segue la suddivisione interna in tre navate, marcata da pilastri rettangolari poco sporgenti. In basso, si aprono i tre portali, ognuno dei quali è strombato e decorato da una lunetta scolpita a bassorilievo; solo il portale centrale presenta anche una ghimberga sormontata da tre statue, ciascuna con proprio baldacchino: in alto Gesù redentore e in basso San Donato (a sinistra) e il beato Gregorio (a destra). In corrispondenza della navata centrale si apre anche un rosone circolare. Il coronamento della facciata è caratterizzato da una decorazione ad archetti pensili.
Il fianco destro conserva la struttura trecentesca originaria, caratterizzata dal paramento in blocchi di arenaria. È anzi visibile, a qualche metro di distanza dalla facciata, una chiara linea di demarcazione tra i nuovi blocchi di arenaria del XX secolo e quelli antichi del XIV secolo. 

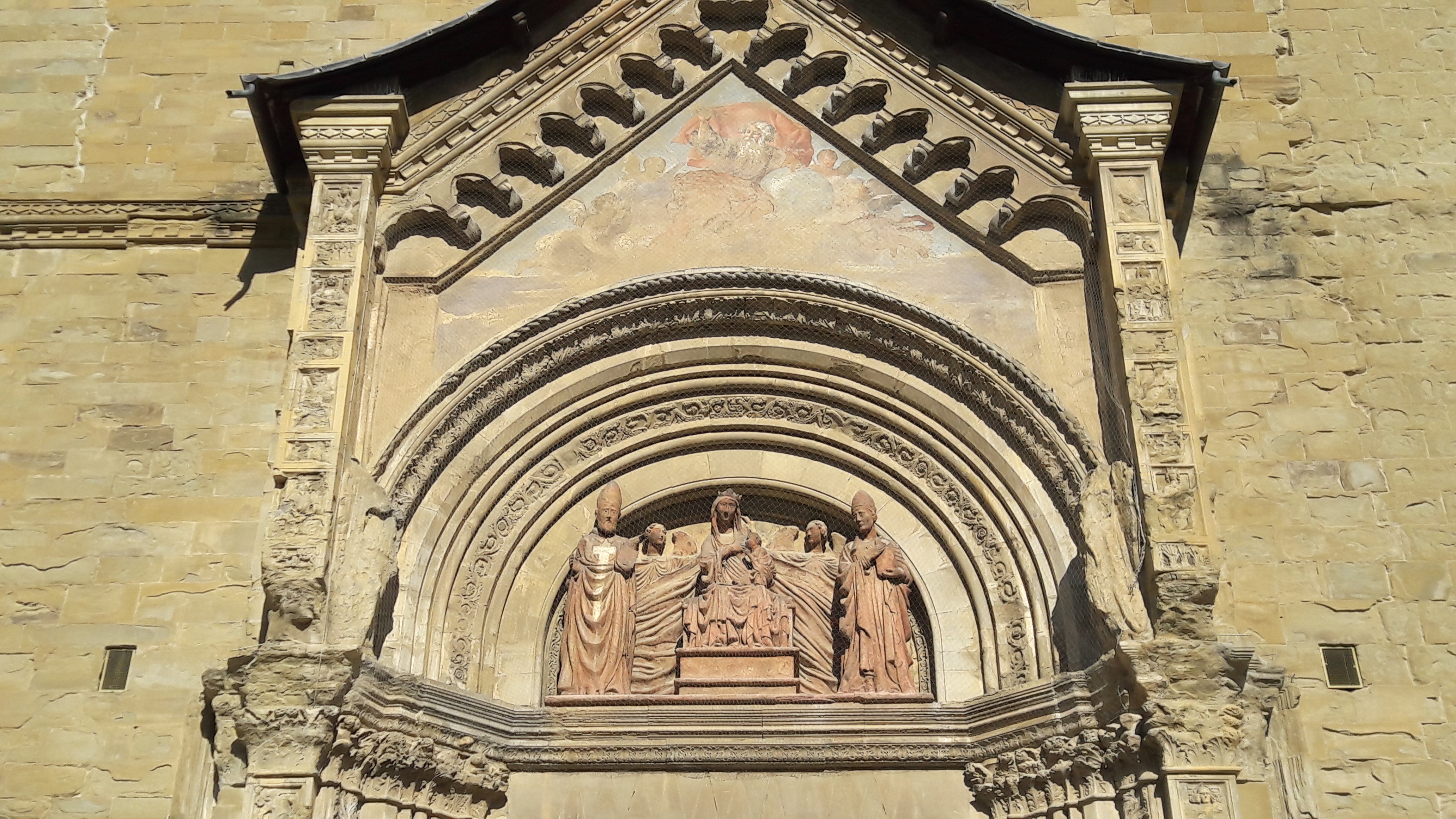
Lunetta del portale del fianco meridionale

A metà del fianco destro si apre un ampio portale, realizzato tra il 1325 e il 1340 circa in arenaria, impostato su di un arco a tutto sesto e caratterizzato superiormente da una cuspide ed affiancato da due tronconi di colonne in porfido riutilizzate da un tempio pagano, che presenta affinità strutturali col Portale Maggiore del Palazzo dei Priori di Perugia. Nei pilastri frontali sono scolpite a bassorilievo le Allegorie dei Vizi e delle Virtù, mentre nella lunetta sono collocate statue in cocciopesto, opera di uno scultore orvietano o perugino, rappresentanti la Madonna in Trono allattante il Bambino tra il Beato Gregorio X e San Donato e due Angeli reggicortina, databili al 1325-27 circa e rappresentanti la più imporrtante sperimentazione di scultura in 'terra' di epoca medievale, prima della 'riscoperta' rinascimentale della terracotta.

#### Campanile

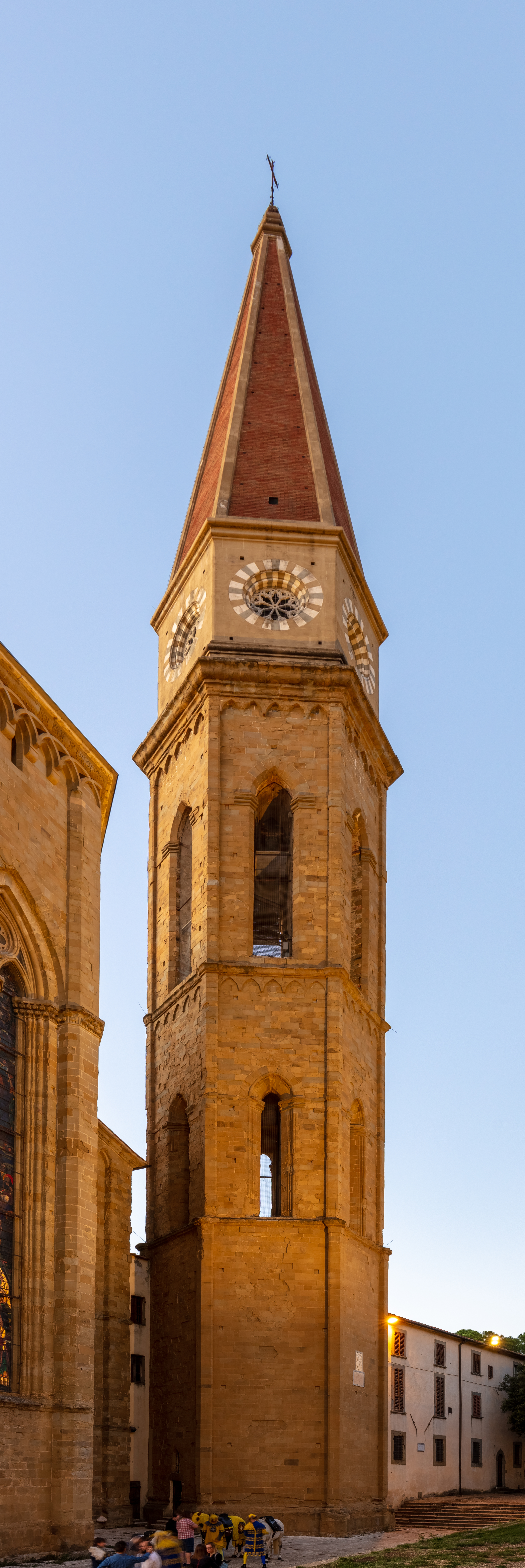
Il campanile

Singolare è la storia del campanile, infatti quello attuale è il quarto campanile costruito per questa cattedrale. Nel '500 fu dotato di un campanile a vela in corrispondenza della porta destra, abbattuto poi nel '600 perché il suono delle campane disturbava le adunanze del vicino Palazzo dei Priori, in seguito venne costruito un altro campanile a vela in corrispondenza della cappella absidale di sinistra

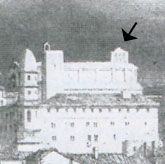
Secondo campanile a vela del Duomo d'arezzo

ma venne abbattuto a causa delle preoccupanti lesioni al muro di sostegno delle vetrate ideate da Guillaume de Marcillat; Così si decise di costruire una torre campanaria distaccata dal duomo ma i lavori furono interrotti a causa di una falda acquifera sotterranea che andò a minare la stabilità della struttura. 
Solo a metà del 1800 cominciarono i lavori per la nuova torre campanaria in stile neogotico, voluta e finanziata dal Vescovo Mons. Fiascaini e progettata dall’ing. Luigi Mercanti.

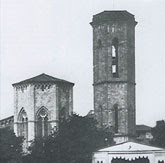
Foto del campanile mozzo del Duomo d'arezzo

I lavori si interruppero alla morte del Vescovo nel 1860 e la torre rimase ‘mozza’, fino al 1931, quando l'ing. Giuseppe Castelluccio ideò delle grandi finestre oculari e una cuspide di ben 21 metri riprendendo l’andamento verticale della fabbrica gotica del Duomo con l’intento di armonizzare la nuova costruzione con l’architettura preesistente. La torre campanaria fu finalmente conclusa nel 1937 e solo dopo fu unito alla cattedrale mediante la realizzazione degli appartamenti dei custodi del duomo.
La torre attuale è a pianta esagonale ed è suddivisa in quattro ordini sovrapposti da cornicioni; mentre quello inferiore è privo di aperture, i due mediani presentano su ciascun lato un'alta monofora ogivale. Il quarto ordine, insieme alla cuspide, è frutto del completamento del campanile, realizzato nel XX secolo, ed è decorato da rosoni circolari strombati con elaborate intelaiature lapidee. L'altezza complessiva della torre è di 76,8 m.

### Interno

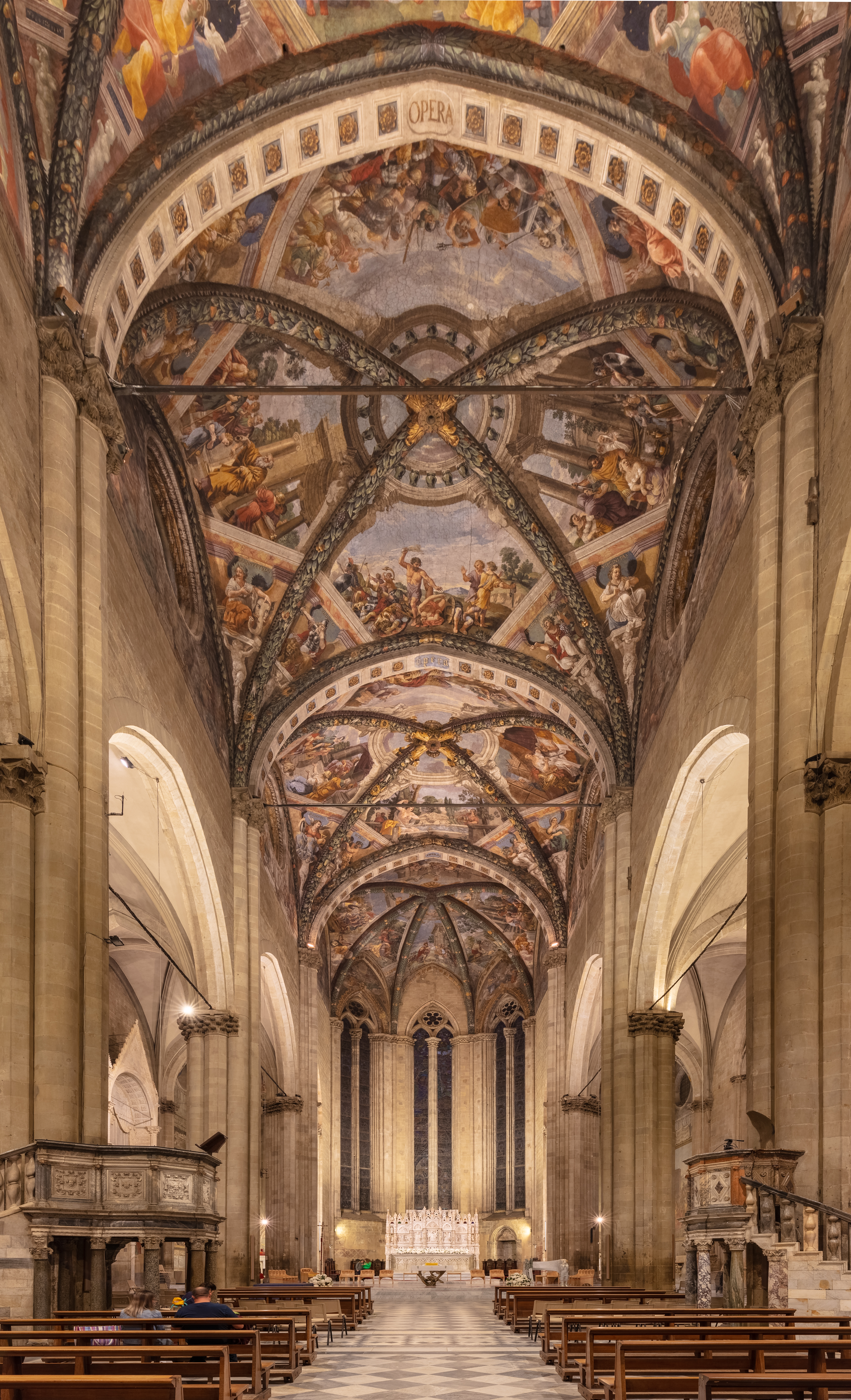
Interno

L'interno della cattedrale dei santi Pietro e Donato è a tre navate, ciascuna delle quali si articola in sei campate coperte con volta a crociera, ed è privo di transetto; i tre ambienti del piedicroce sono divisi fra di loro da grandi arcate ogivali poggianti su pilastri polistili con i capitelli scolpiti. La navata centrale è illuminata da rosoni circolari in controfacciata e lungo la parete di destra (i rosoni della parete di sinistra sono murati). Il rosone della facciata è opera di Guillaume de Marcillat, che lo realizzò nel 1518, e raffigura la Pentecoste. Con un diametro di 3,5 metri, venne commissionato dall'Opera del Duomo, il cui nome è presente nella parte inferiore della vetrata. Nella raffigurazione, si vedono gli Apostoli seduti in cerchio con al centro la Madonna affiancata da due angeli; in alto, vi è la colomba dello Spirito Santo.
Di Guillaume de Marcillat e Salvi Castellucci sono anche gli affreschi che adornano la parte superiore delle pareti della navata centrale e le volte di quest'ultima. A ridosso dei pilastri tra la terza e la quarta campata, si trovano due pulpiti marmorei rinascimentali decorati con bassorilievi.
Per le proporzioni, la spazialità e la presenza delle vetrate, l'interno della cattedrale di Arezzo è stato definito dallo storico dell'architettura Louis Grodecki, tra gli interni delle chiese gotiche italiane, il più simile a quelli delle chiese gotiche francesi.

#### Abside
La navata centrale termina con una grande abside poligonale, costruita nel XIII secolo. Essa è illuminata da tre alte bifore chiuse da vetrate policrome, ricostruite dopo che quelle originarie andarono perdute durante la seconda guerra mondiale a causa dello spostamento d'aria provocato da una bomba. La vetrata centrale raffigura Maria Assunta in Cielo fra Santi, mentre quelle laterali alcuni Santi.

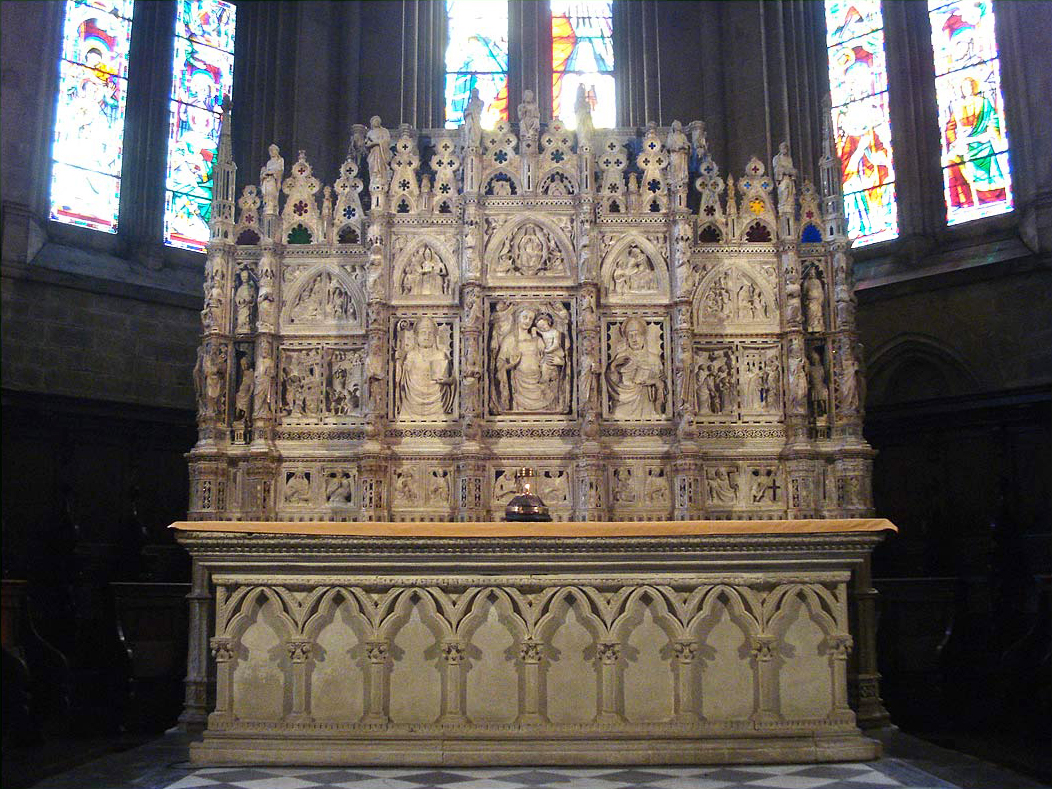
L'altare maggiore e l'Arca di San Donato

Al centro dell'abside si trova l'altare maggiore, precedente il 1289, decorato su tre lati da archetti a sesto acuto sorretti da colonnine. Alle sue spalle trova luogo l'Arca di san Donato, straordinaria opera marmorea documentata nel 1362 ma eseguita precedentemente in fasi diverse. Fu realizzata in memoria di San Donato vescovo, martire morto ad Arezzo nel 363 e patrono della città. Il corpo di S. Donato è conservato nell'arca della cattedrale aretina, mentre la testa si conserva nel busto reliquario delle pieve di Arezzo. L'urna di marmo è sorretta da dodici pilastrini terminanti in guglie e pinnacoli gotici, alla cui realizzazione parteciparono artisti senesi, fiorentini e aretini nel corso del XIV secolo. La fascia più bassa è di Agostino di Giovanni e Agnolo di Ventura (prima metà del Trecento), mentre gran parte della fascia superiore, con la grande pala marmorea, un tempo anche dipinta, raffigurante al centro la Madonna con il Bambino, è di Giovanni di Francesco e Betto di Francesco, che vi lavorarono nella seconda metà del XIV secolo. La parte posteriore dell'arca, sostenuta da sei colonne corinzie, è decorata con le Scene della vita di San Donato.
Il coro ligneo della cappella maggiore, disegnato da Giorgio Vasari nel 1554, è stato rimosso nel 2012 in occasione della realizzazione della nuova area presbiterale. Le tracce di affreschi nell'abside sono retaggi della primitiva struttura duecentesca della chiesa.

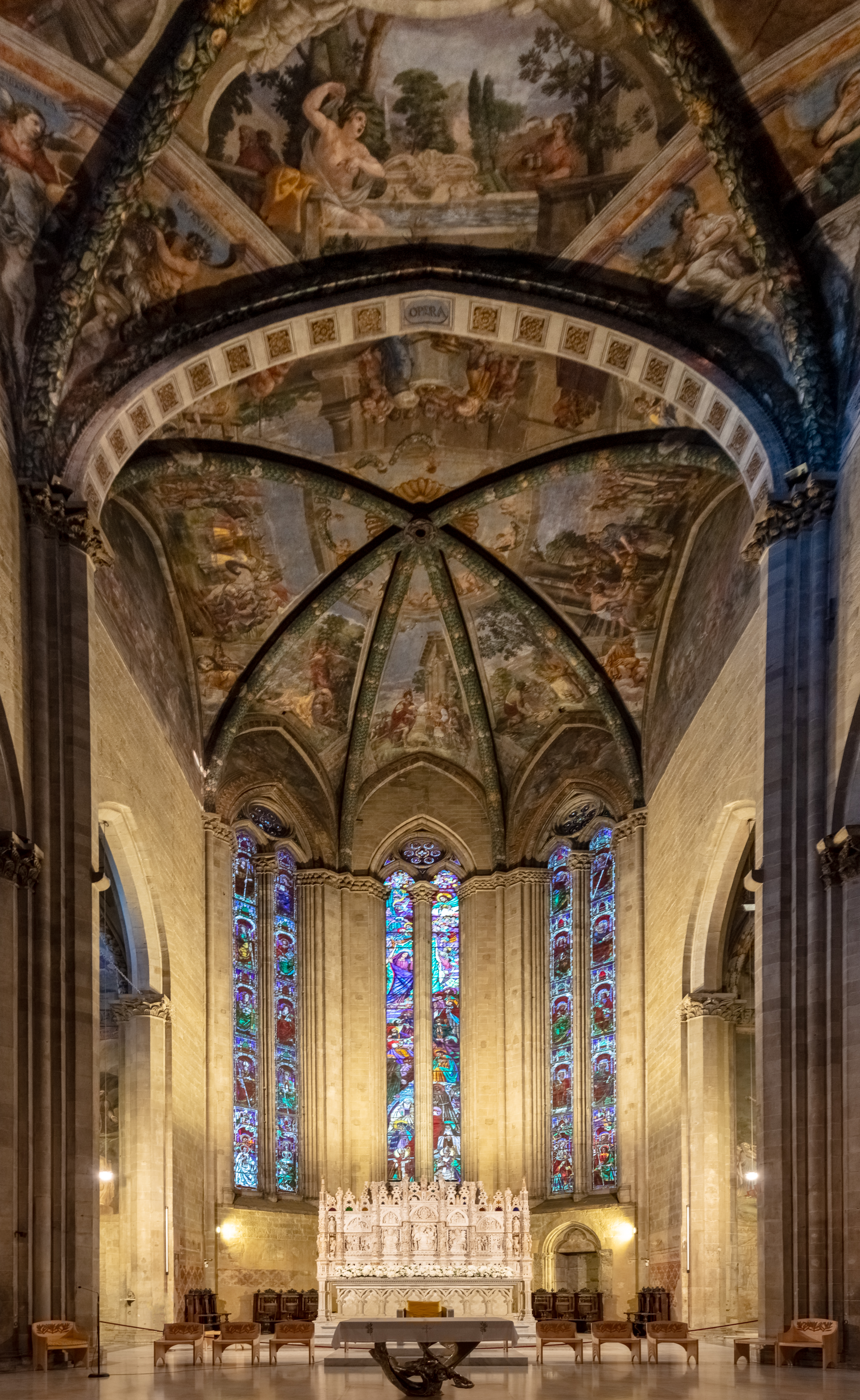
L'altare maggiore
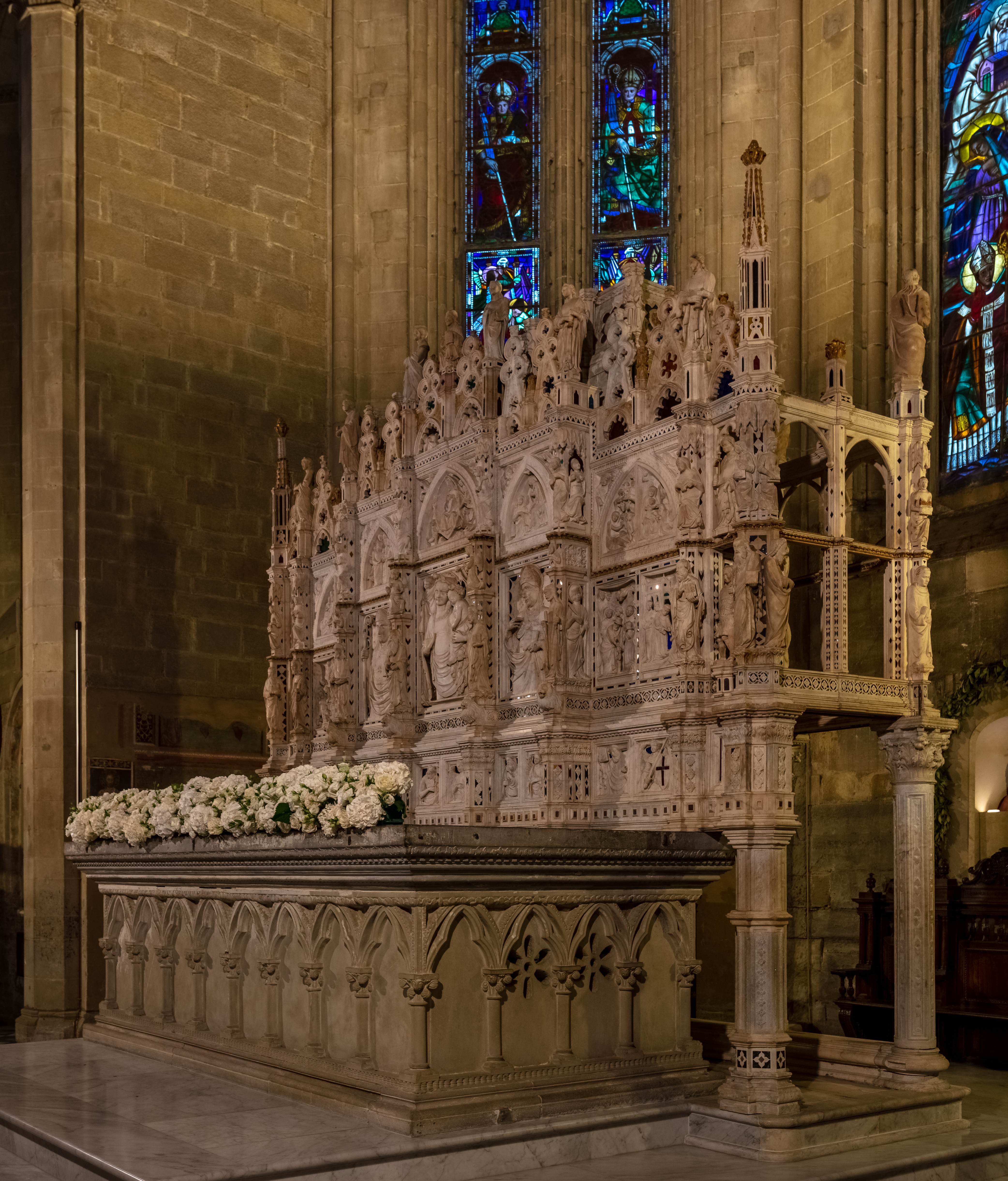
Parte anteriore dell'Arca di San Donato
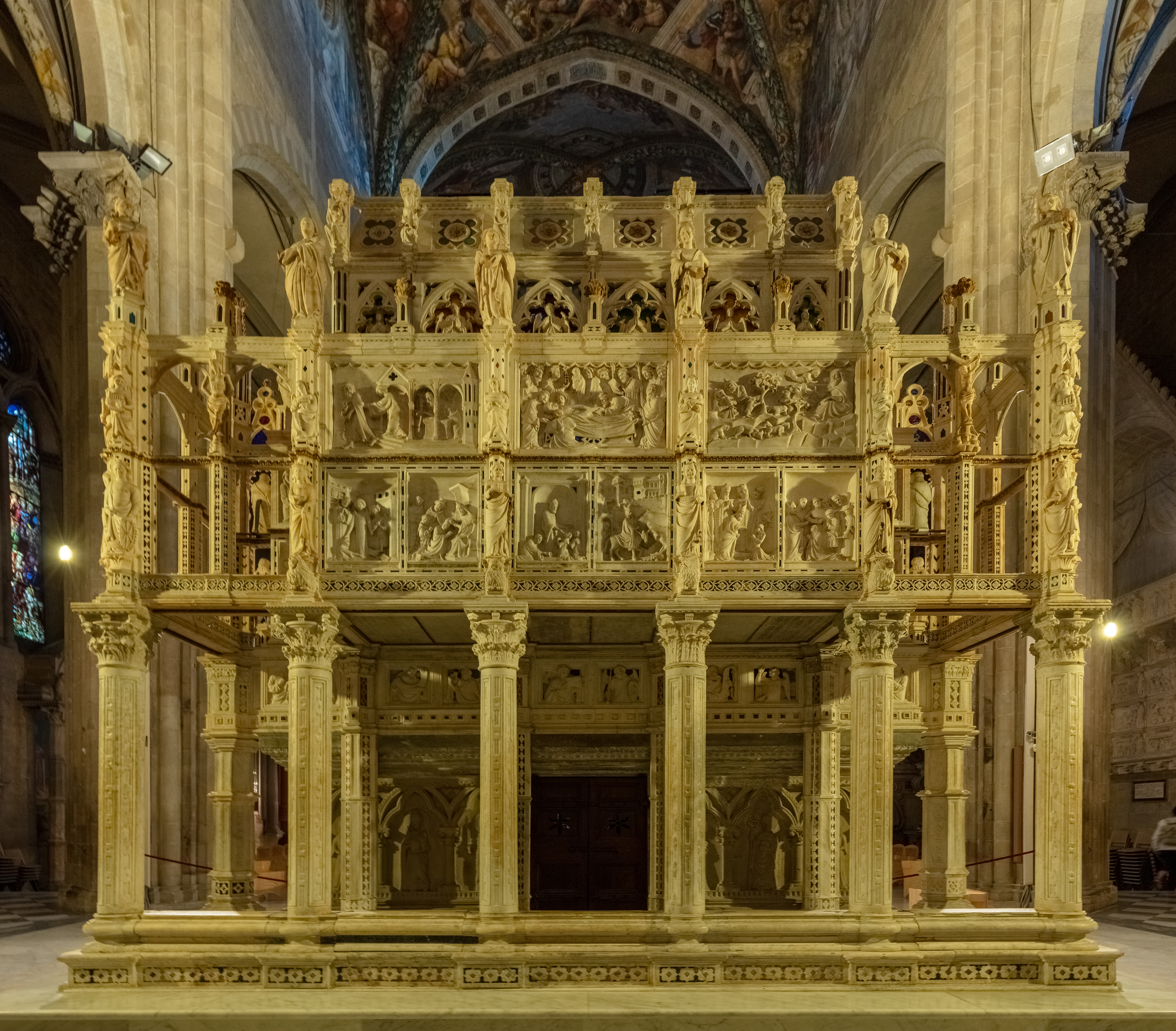
Parte posteriore dell'Arca di San Donato

#### Navata sinistra
Partendo dalla controfacciata, si incontrano il battistero esagonale, con rilievi della scuola di Donatello databili intorno al 1430, tra cui il Battesimo di Cristo è attribuito al maestro stesso con la collaborazione della bottega; gli altri (Ilariano che battezza san Donato e Donato che battezza un infedele) sono attribuiti a Francesco di Simone Ferrucci. Seguono un altare seicentesco e la tomba di Francesco Redi, del XVIII secolo.

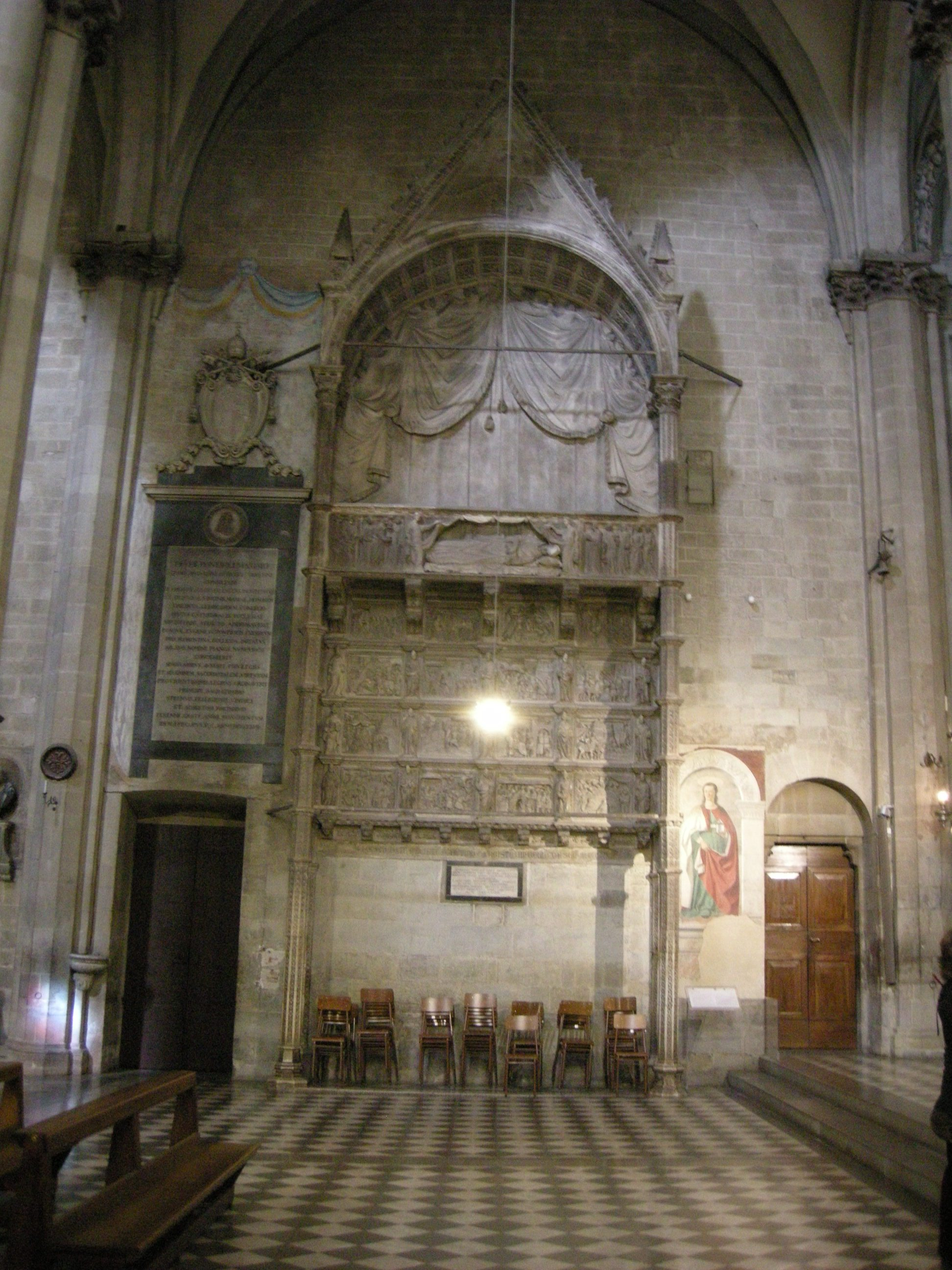
Il cenotafio di Guido Tarlati

Tornando nella navata si può ammirare un altare seicentesco con la grande tela di Pietro Benvenuti del Martirio di san Donato (1794). L'organo rinascimentale è di Luca da Cortona del XVI secolo e si trova su una cantoria su mensoloni in pietra serena, prima opera architettonica conosciuta dell'allora ventiquattrenne Giorgio Vasari. Sotto di essa si trova un'edicola chiusa da una vetrata, che contiene una preziosa e venerata scultura lignea della Madonna col bambino benedicente, opera di scultore aretino degli anni ottanta del Duecento, proveniente dalla chiesa di San Martino, demolita nel 1539. Attorno vi si trovano frammenti di affreschi con la Madonna e storie dei santi Anna, Giovacchino e Giuliano del primo Trecento, attribuiti a Gregorio d'Arezzo e Donato di Arezzo.
Oltre un portale laterale si incontra il grandioso cenotafio di Guido Tarlati, vescovo e signore di Arezzo morto nel 1327. Già collocato, fino alla seconda metà del XVIII secolo, nella cappella del Santissimo Sacramento, è composto da un'edicola con un arco a tutto sesto, timpano e pinnacoli gotici, sotto la quale si trovano una serie di sedici bassorilievi narrativi con episodi della sua vita accompagnati da scritte esplicative, eseguiti nel 1330 dai senesi Agostino di Giovanni e Agnolo di Ventura, su disegno forse di Giotto.
A fianco del monumento si trova la Maddalena di Piero della Francesca, celebre opera realizzata tra il 1460 e il 1466, dove un uso sperimentale della luce dà un'innovativa vitalità e forza plastica alla figura, dipinta come se si stesse affacciando da un arco. 
La parete fondale della navata, davanti alla quale si trova l'altare di San Silvestro, è decorata con due affreschi di Giuseppe Servolini raffiguranti San Leone Magno (a sinistra) e San Giovanni I Papa. Al centro, la più antica delle vetrate di Guillaume de Marcillat, realizzata nel 1516 e raffigurante, dall'altro, l'Allegoria della Carità, San Silvestro e Santa Lucia. Nella parte superiore della parete, vi è un affresco del Servolini raffigurante la Madonna in trono col Bambino fra angeli.

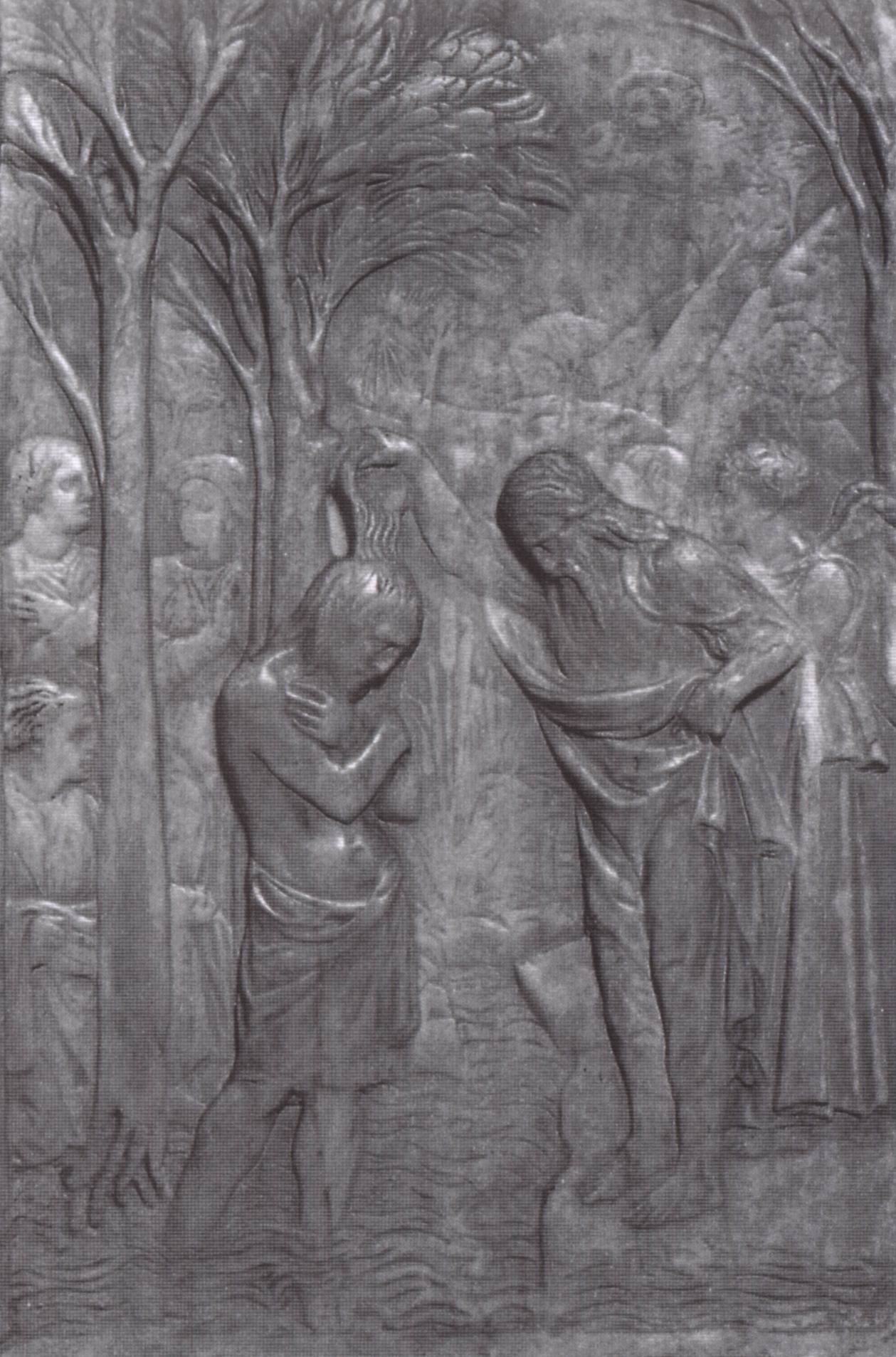
Battesimo di Cristo (Donatello, post 1425)
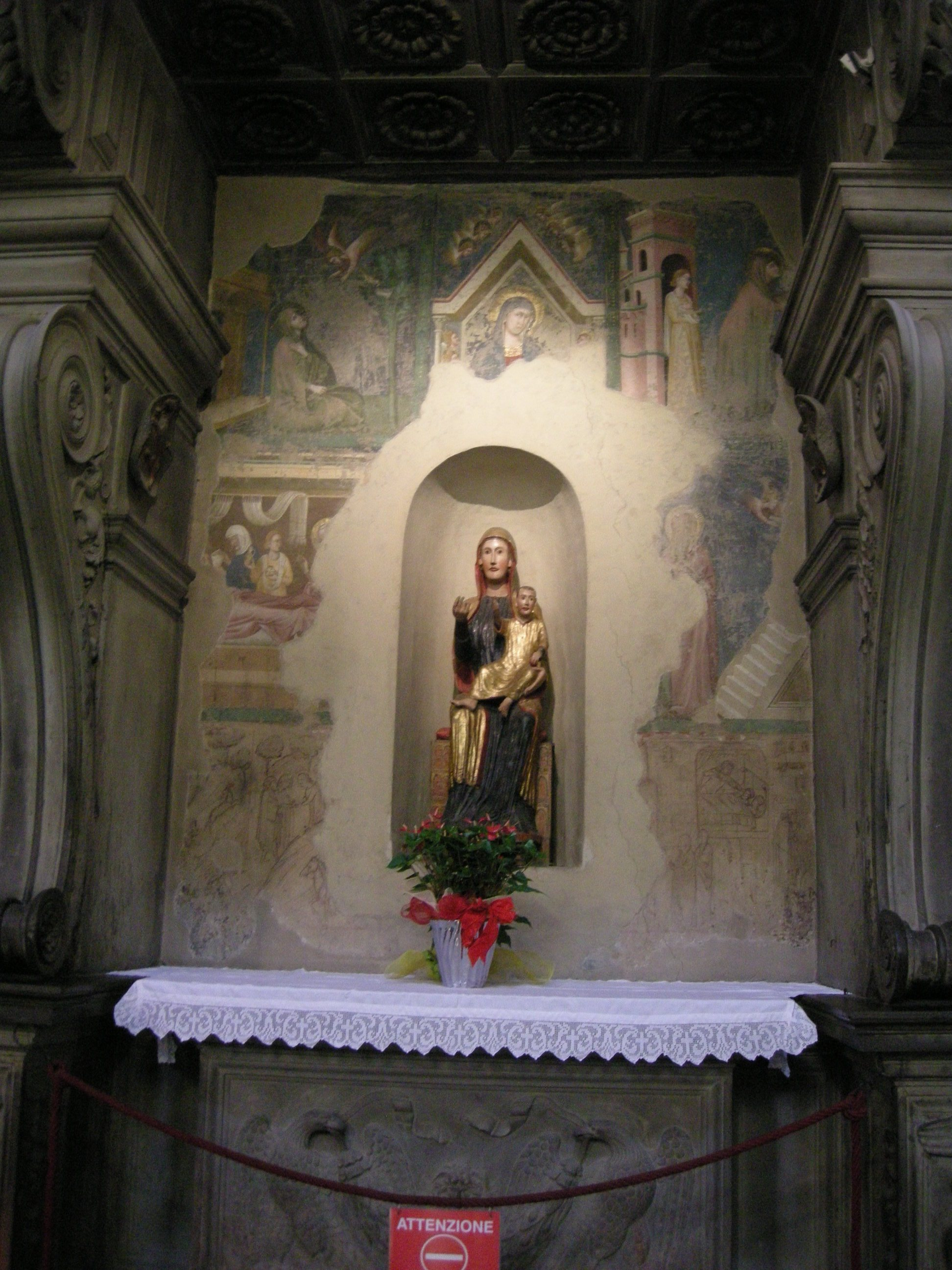
Madonna col Bambino benedicente (anni 1280)
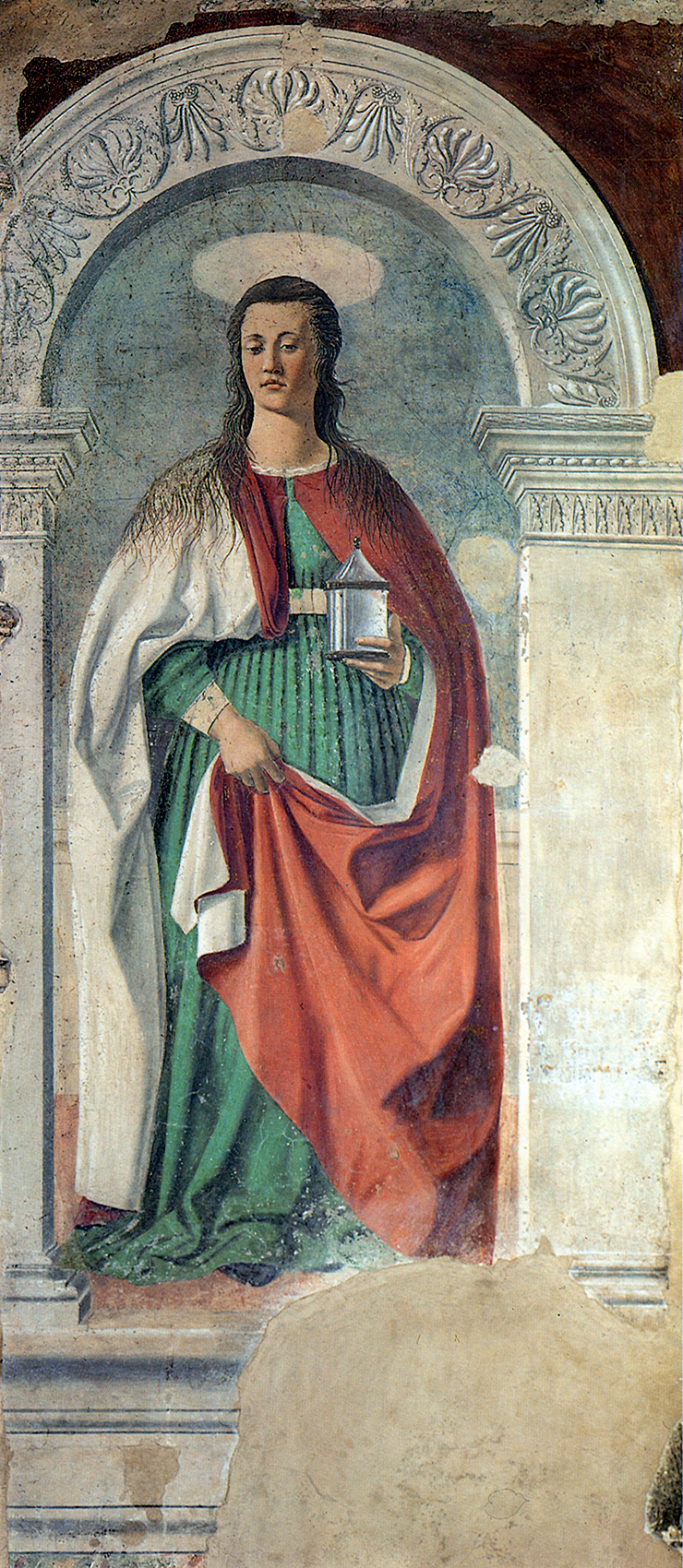
Maddalena (Piero della Francesca, 1460-1466)
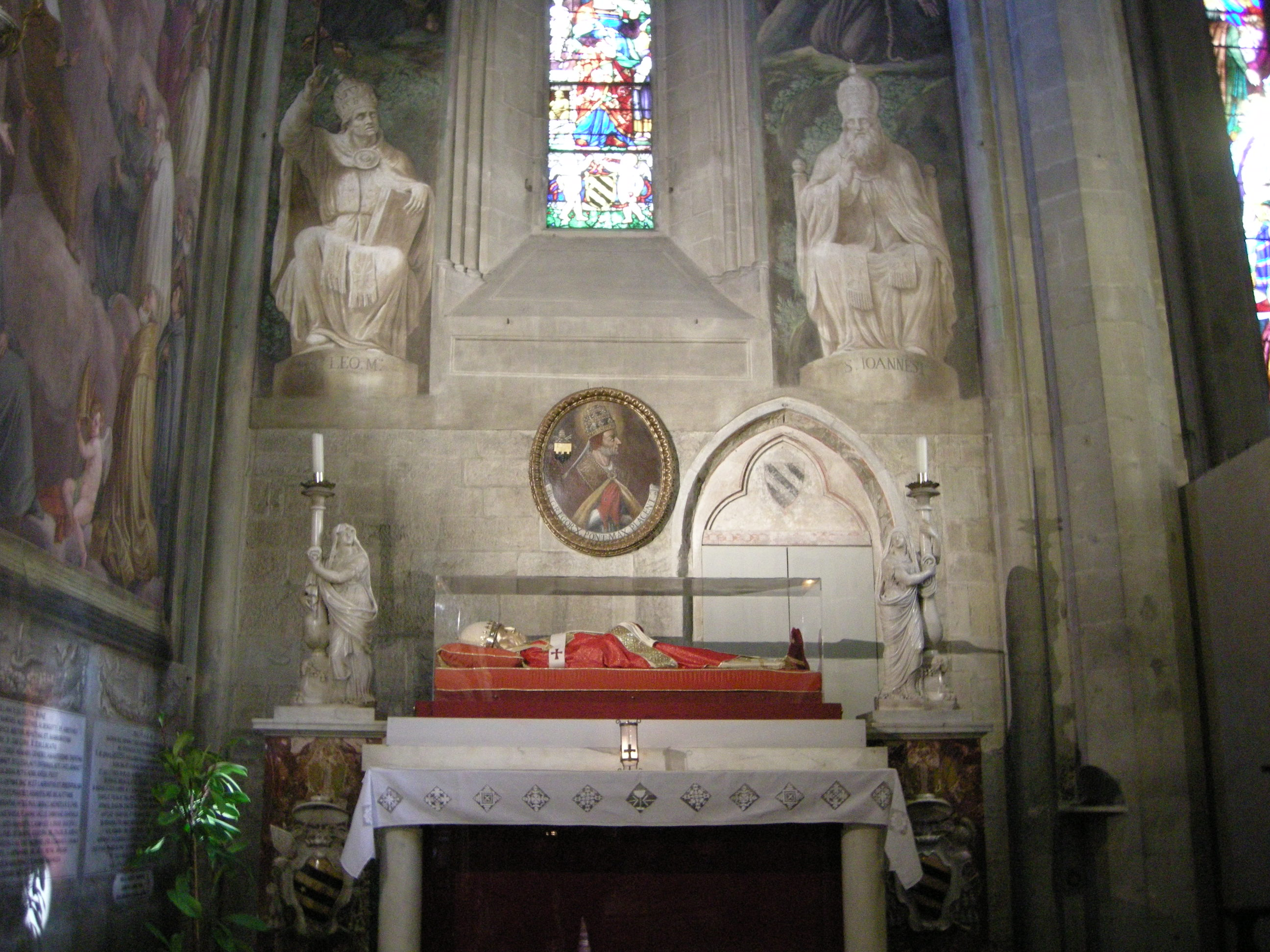
Altare di San Silvestro

#### Cappella della Madonna del Conforto

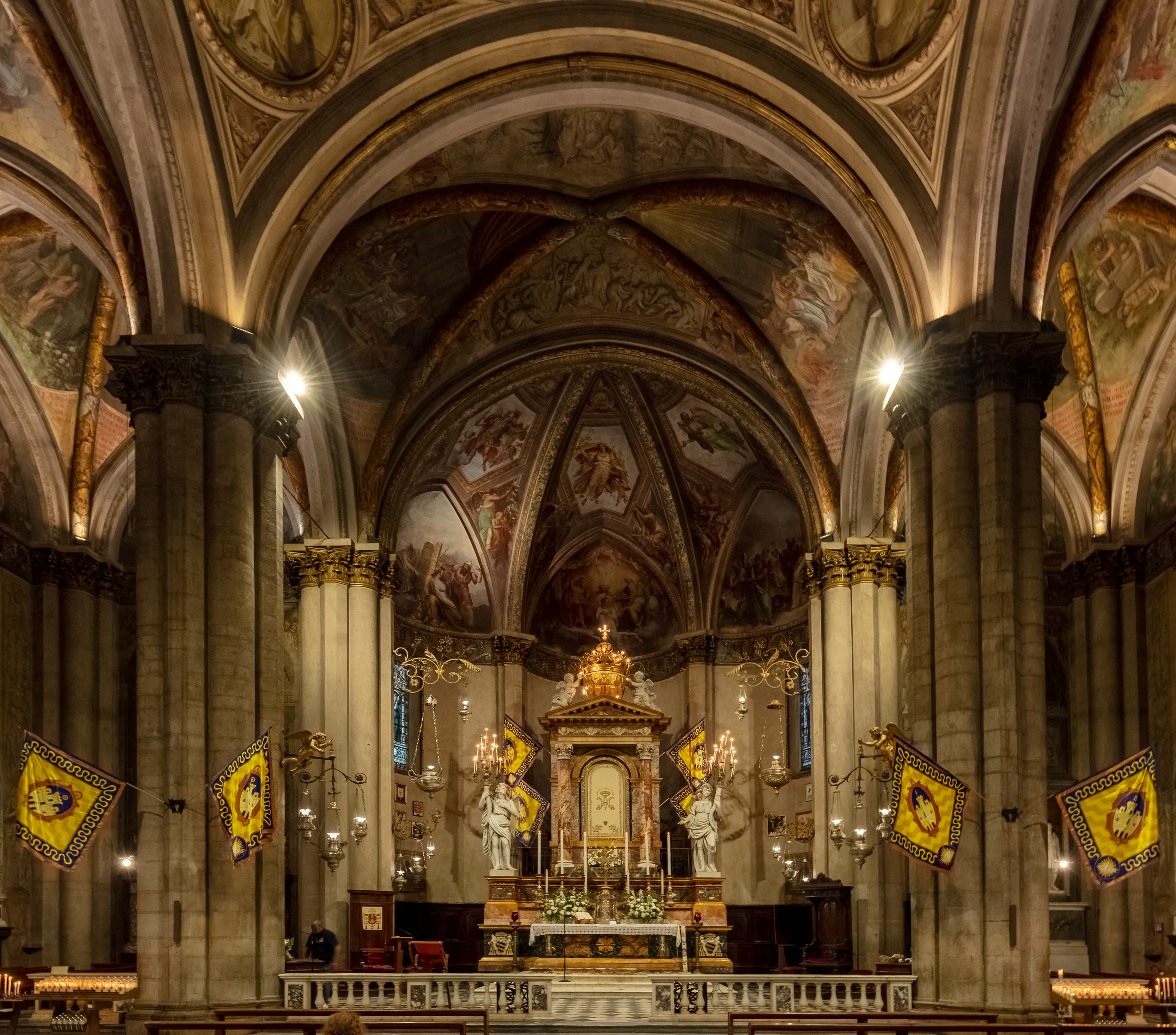
Cappella della Madonna del Conforto

Dalla seconda campata della navata sinistra, si accede alla cappella della Madonna del Conforto, rara opera in stile neogotico con elementi neoclassici, realizzata nel 1796 su progetto di Giuseppe Del Rosso e completata nel 1817.

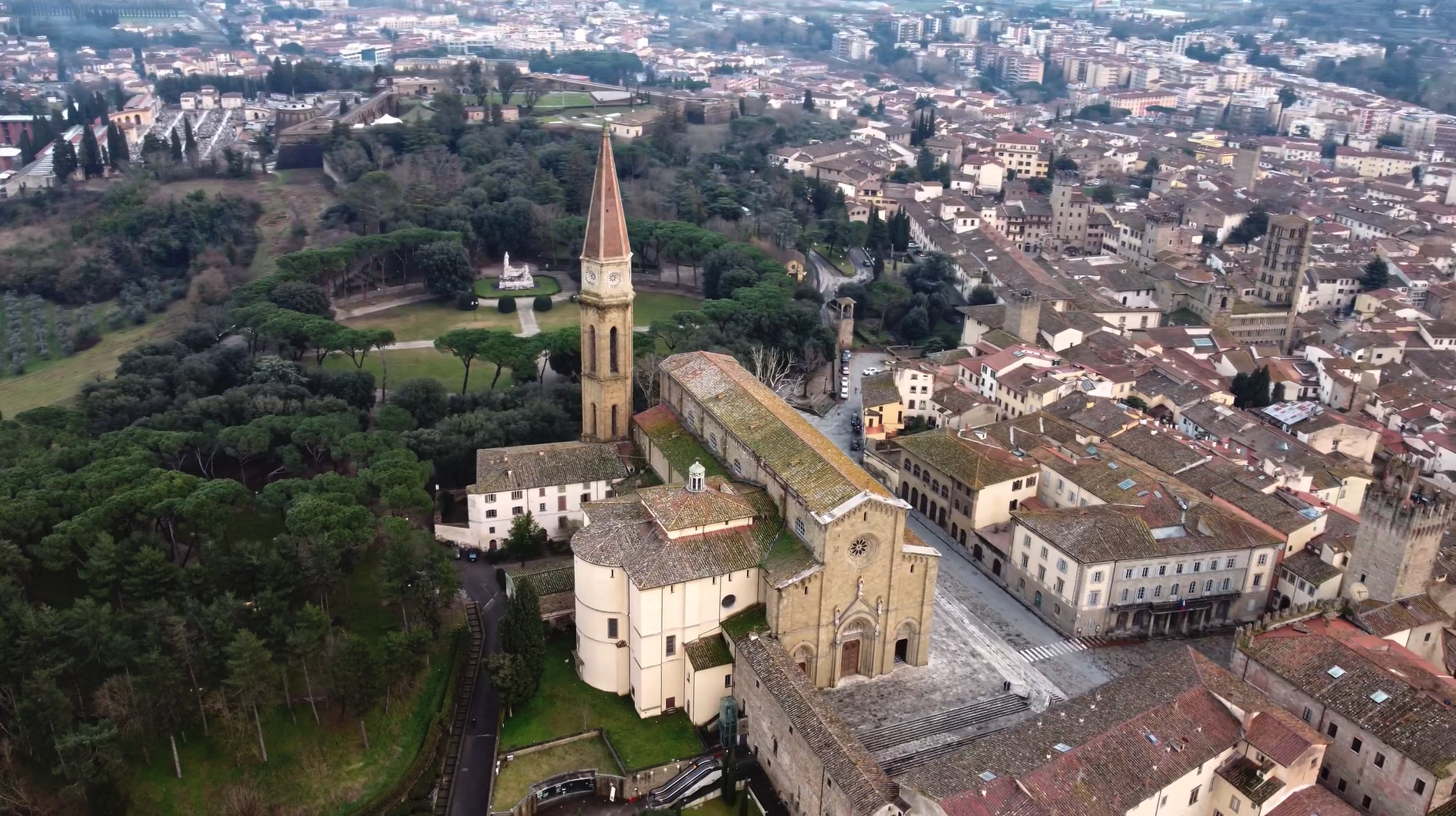
Veduta aerea

Il suo ingresso è chiuso da una transenna marmorea con architrave sorretto da quattro pilastri sul quale è la seguente iscrizione riportata su entrambi i lati:
(Iscrizione sopra la transenna)
La transenna è inoltre chiusa da un'elegante cancellata in ferro battuto, realizzata nel XVIII secolo.
La cappella ha pianta cruciforme mancante della campata della navata, con due ambulacri tra i due bracci del transetto e la campata presbiterale; quest'ultima termina con un'abside trilobata illuminata da monofore rettangolari. La crociera è coperta con una cupola semisferica cassettonata con lanterna, priva di tamburo; nei quattro pennacchi, vi sono degli affreschi monocromi raffiguranti quattro profeti: Isaia, Ezechiele, Daniele, Geremia. Gli altri ambienti della cappella sono invece coperti con volta a crociera anch'essa affrescata. Gli affreschi sono opera di Luigi Ademollo e Luigi Catani, che li realizzarono tra il 1799 e il 1802, e raffigurano scene dall'Antico e dal Nuovo Testamento.
Nel braccio destro del transetto, al di sopra del sepolcro marmoreo del vescovo Agostino Albergotti, vi è una terracotta invetriata della bottega di Andrea della Robbia raffigurante Maria Assunta in Cielo tra angeli, dell'ultimo decennio del XV secolo. Sulla parete accanto, vi è una pala con Giuditta che mostra la testa di Oloferne di Pietro Benvenuti (1804), contrapposta alla tela di Luigi Sabatelli Abigail che placa Davide (1806) posta nel braccio sinistro del transetto. In quest'ultimo, si trova anche luogo una terracotta di Andrea della Robbia e collaboratori della fine del XV secolo con la Madonna con il Bambino tra i Santi Bartolomeo e Bernardino.

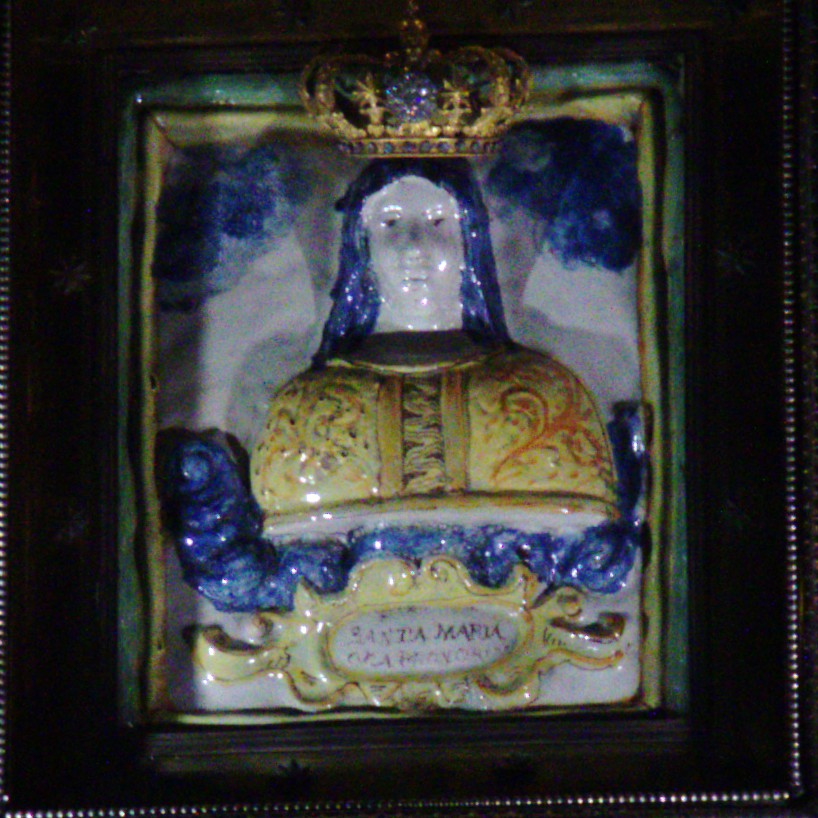
Madonna del Conforto

Nell'ambulacro di sinistra, sulla parete laterale, vi è una terracotta invetriata di Andrea della Robbia e bottega raffigurante Maria in trono col Bambino fra i Santi Donato, Maddalena, Apollonia e Bernardino da Siena e Dio Padre, risalente al 1493-1495; la sua predella è formata da tre bassorilievi anch'essi in terracotta, raffiguranti, da sinistra: la Comunione di Santa Maria Maddalena, la Natività di Gesù, il Martirio di Santa Apollonia. Sulla parete fondale dell'ambulacro, trova luogo il marmoreo monumento funebre di Nicolò Marcacci. Sulla parete laterale dell'ambulacro di sinistra, invece, vi è una terracotta di Andrea della Robbia con la Santissima Trinità tra i Santi Bernardo e Donato e angeli (1485-1486), proveniente dalla chiesa della Santissima Trinità; nella predella, la Madonna col Bambino fra i confratelli della Misericordia. La parete di fondo ospita il neoclassico ingresso monumentale al sepolcro dei vescovi aretini, sormontato da una scultura della bottega di Andrea della Robbia raffigurante Maria in adorazione del Bambino (1480 circa).
L'abside è interamente occupata dal presbiterio, delimitato da una balaustra marmorea. Al centro, vi è l'altare in marmi policromi, terminato nel 1823 progettato dal Valadier; l'ancona, affiancata da due angeli marmorei reggicandelabro, è sormontata da un timpano triangolare sorretto da due colonne corinzie; essa custodisce l'immagine della Madonna del Conforto, patrona della diocesi di Arezzo-Cortona-Sansepolcro, che, il 15 febbraio 1796, mentre la popolazione era preoccupata per violente scosse di terremoto, fu vista mutare miracolosamente il proprio volto da nero in bianco e in seguito il terremoto cessò.

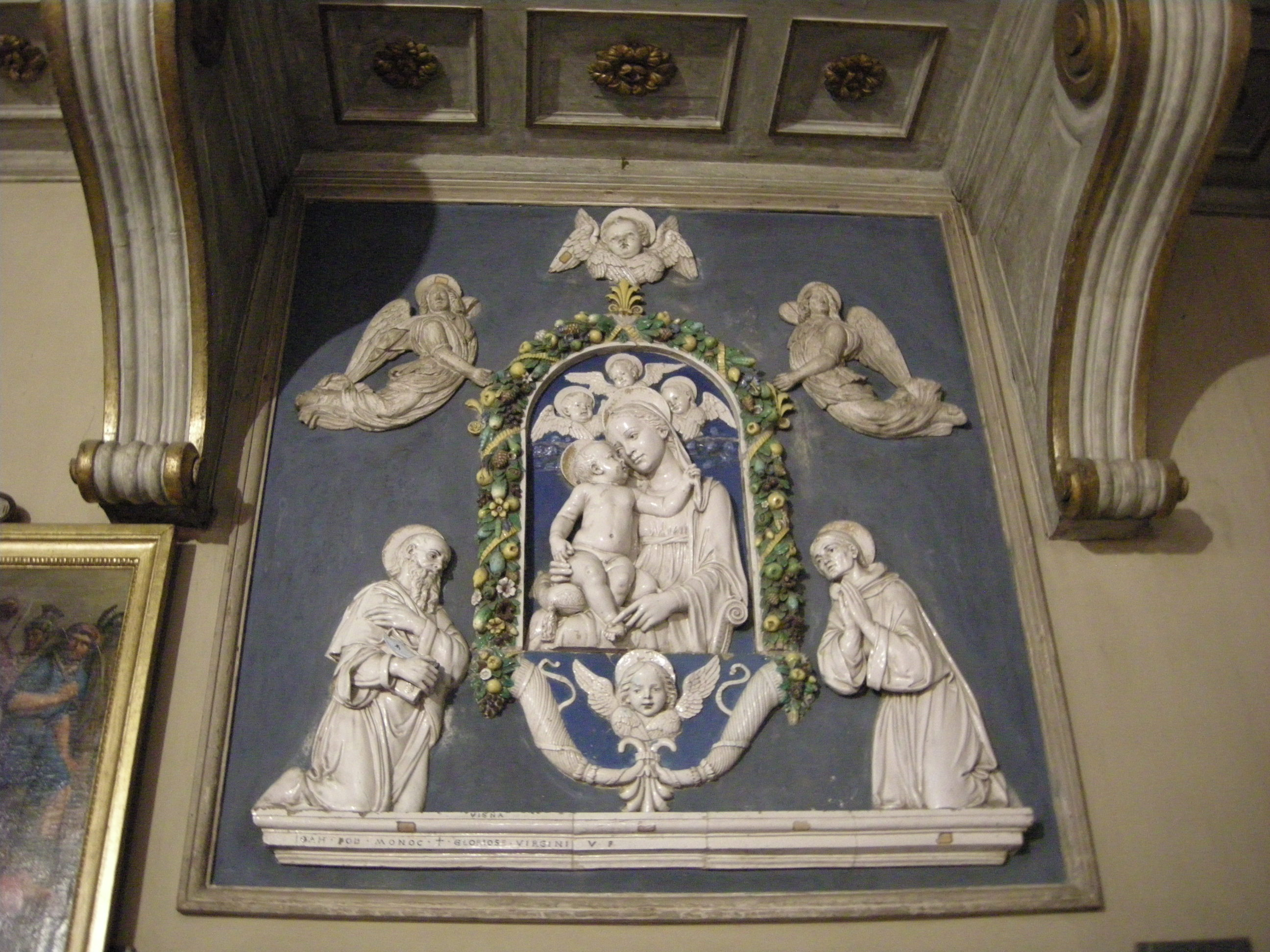
Madonna col Bambino fra i Santi Bartolomeo e Bernardino (Andrea della Robbia e collaboratori, fine XV secolo)
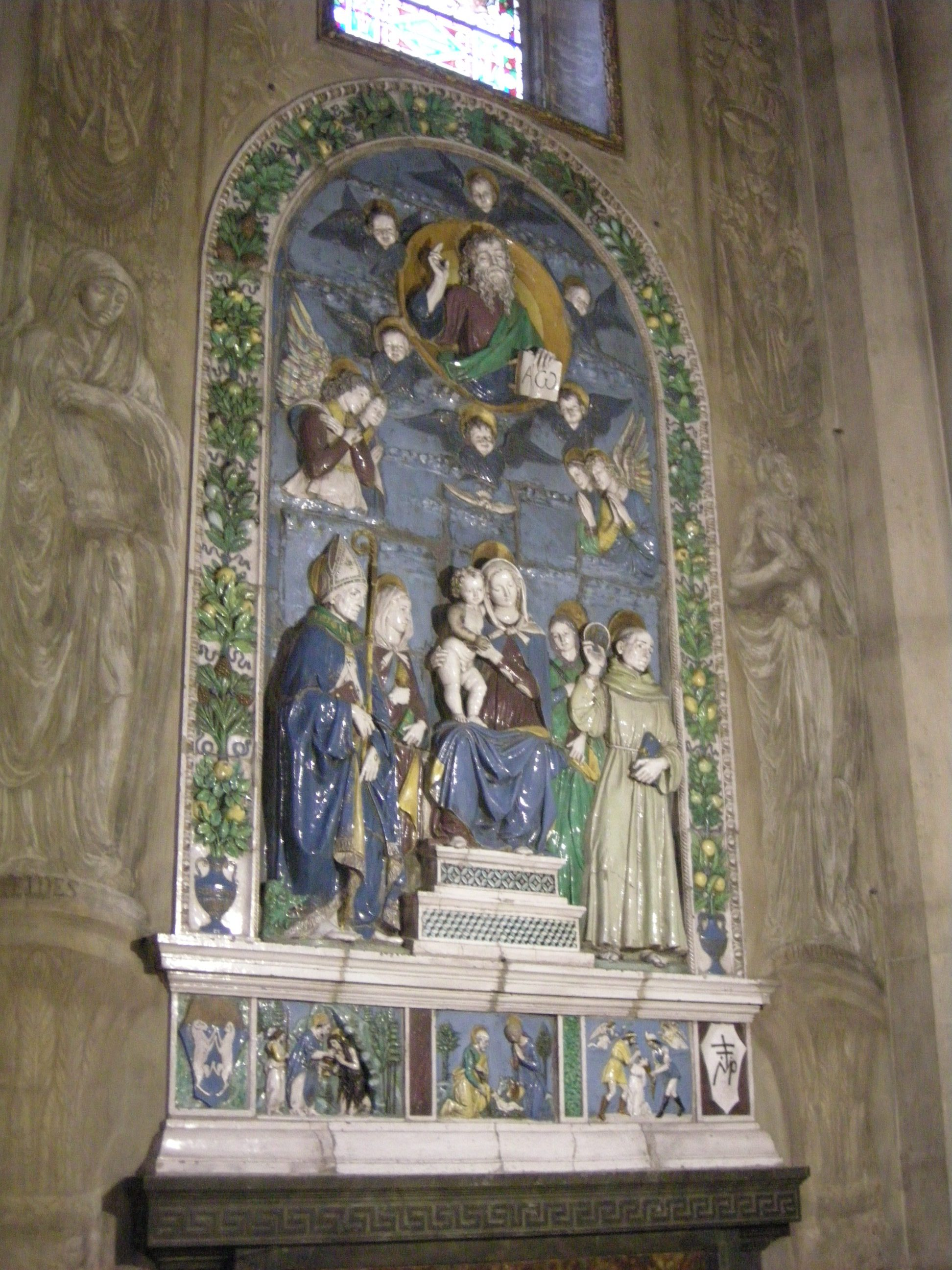
Madonna col Bambino fra i Santi Donato, Maddalena, Apollonia e Bernardino da Siena (Andrea della Robbia e bottega, 1493-1495)
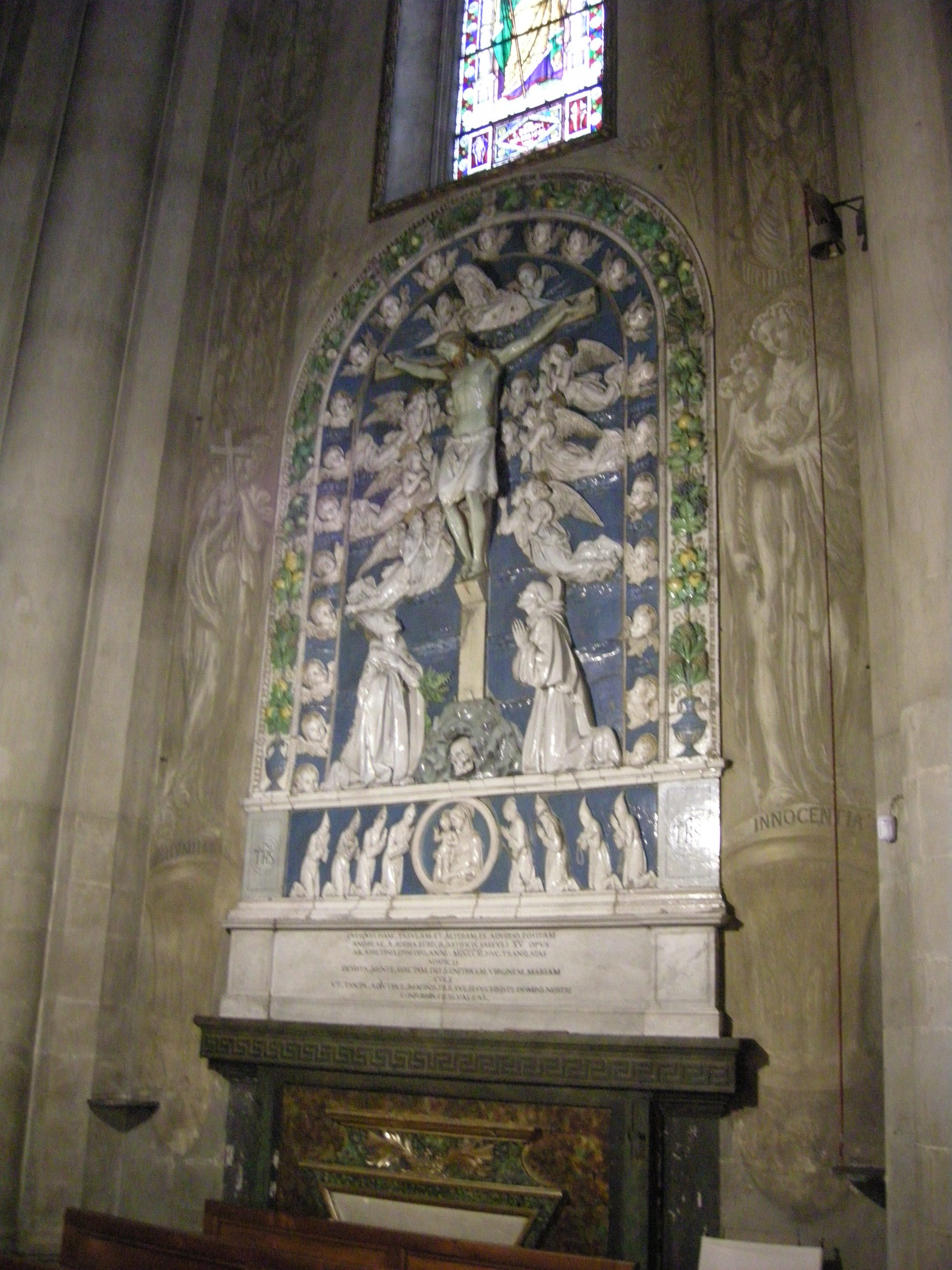
Trinità tra i Santi Bernardino e Donato (Andrea della Robbia, 1485-86)
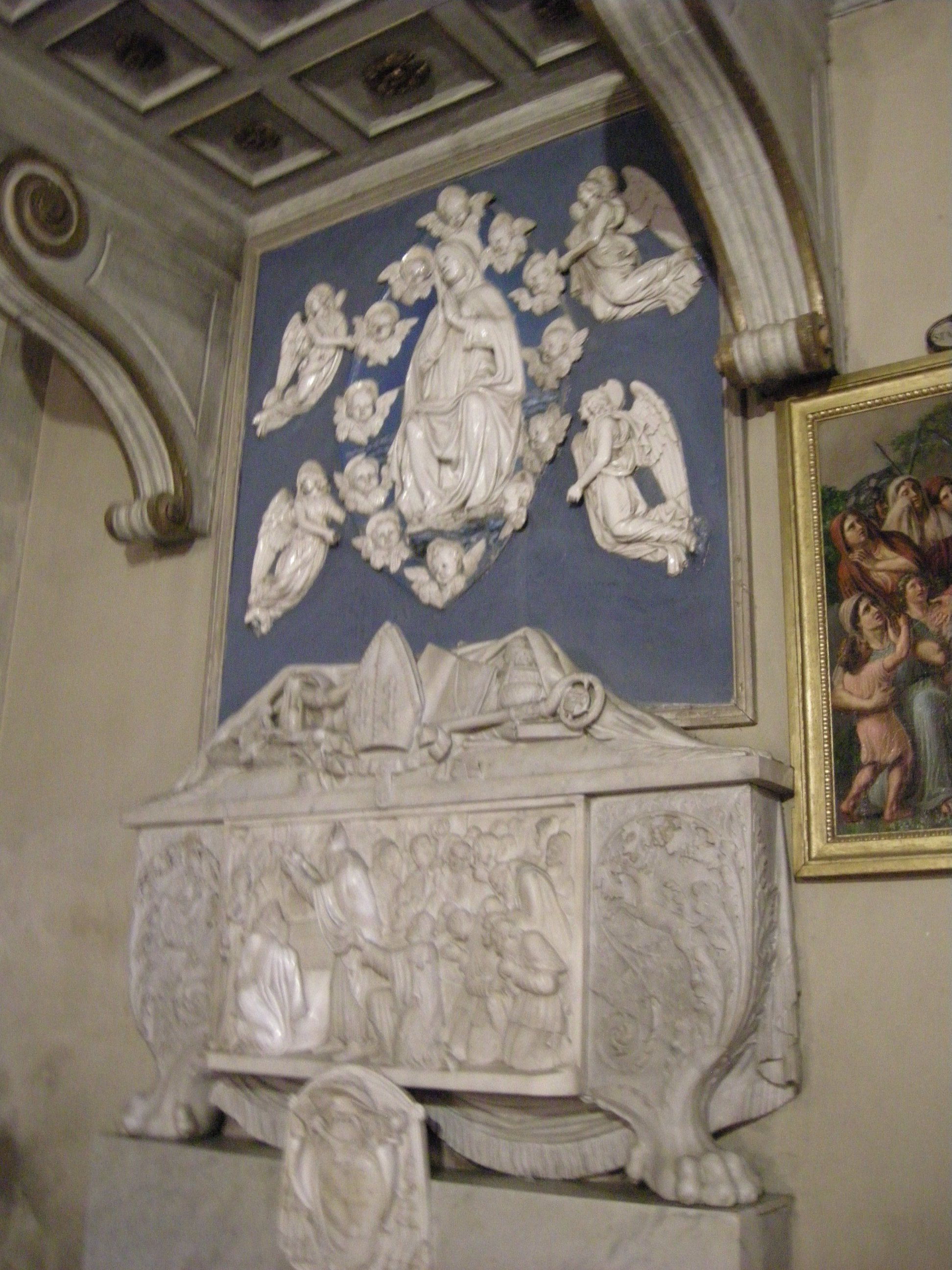
Maria Assunta in Cielo (bottega di Andrea della Robbia, ultimo decennio del XV secolo)

#### Navata destra
Nella navata destra, dalla controfacciata, si incontra il Monumento funebre di papa Gregorio X, pontefice morto ad Arezzo il 10 gennaio 1276 durante il ritorno da uno dei suoi viaggi a Roma. La pregevole arca sepolcrale in stile gotico però è degli inizi del Trecento ed è costituita da un baldacchino con arco ogivale poggiante su due colonne con capitelli scolpiti; sotto di esso, vi è il sarcofago del papa, la cui parte anteriore è decorata da un bassorilievo con, entro delle mandorle, l'Agnus Dei (al centro) e gli Evangelisti (ai lati); sopra il sepolcro, una statua del pontefice defunto. 
In origine il pontefice fu inumato nella chiesa di S. Pietro Maggiore in una tomba diversa dal monumento marmoreo nella quale il corpo sarebbe stato traslato all'indomani della costruzione del Duomo Nuovo. Non è noto quale fosse l'aspetto della prima sepoltura ma si trattava probabilmente di una cassa lignea decorata. Nel resoconto dei Miracula vengono impiegati i termini monumentum e sepultura come sinonimi, riferibili a qualcosa di artisticamente significativo ma non necessariamente si tratta un monumento marmoreo. È più probabile che si trattasse di una cassa lignea decorata protetta da una grata in ferro, analogamente alla soluzione adottata in un primo momento per il corpo della beata Margherita da Cortona, il cui corpo fu esposto alla venerazione dei fedeli in un feretro rialzato su quattro pilastrini di legno al centro dell'oratorio di S. Basilio a Cortona.
Il sepolcro di Gregorio X si compone di un baldacchino decorato a gattoni, ornato da tre figure angeliche in origine completate da ali realizzate in sottile lamina di ferro fissate col piombo, che si andarono deteriorando col tempo. Il timpano è ornato dal medaglione trilobato con il rilievo di Cristo benedicente, mentre i pennacchi dell'arco trilobo sono arricchiti da motivi floreali e vegetali. Il monumento funebre aretino comprendeva due raffigurazioni del pontefice: l'immagine nell'affresco che ornava la parete di fondo sotto al fastigio e l'effigie marmorea del giacente. Ben poco si può dire della raffigurazione pittorica, compromessa nel Seicento a causa delle manomissioni durante il processo di canonizzazione di Gregorio X e irrimediabilmente perduta durante lo spostamento del monumento dalla cappella di S. Silvestro alla parte iniziale della navata destra del Duomo. È lecito supporre che il dipinto mostrasse il pontefice presentato da san Gregorio Magno ai piedi della Vergine col Bambino, secondo un'iconografia simile all'affresco inserito nella parete di fondo del monumento di Ranieri degli Ubertini in S. Domenico ad Arezzo, in conformità all'iconografia attestata più di frequente nelle tombe a baldacchino, quella della commendatio animae (Vasari, nelle Vite, attribuisce i perduti affreschi a Margaritone d'Arezzo). Al di sotto del baldacchino, Gregorio X è raffigurato giacente sopra a un sarcofago che presenta cinque mandorle in bassorilievo in cui sono inseriti: l'Agnello tra i quattro Evangelisti-Apostoli - due con il libro e due con il rotolo evocanti l'immagine dei profeti nel prospetto, la Vergine annunciata e l'Arcangelo Gabriele nel lato ovest, i santi Pietro e Paolo nel lato est. Il cenotafio originariamente doveva essere ornato da una decorazione a mosaico, specialmente nei compassi fra le mandorle con i busti clipeati e nei pilastrini agli angoli del baldacchino. Il defunto è raffigurato con la testa reclinata sul cuscino decorato da orbicoli con simboli della Chiesa, le chiavi di san Pietro, dell'Impero, l'aquila, e dei Guelfi aretini, il leone rampante. Egli indossa sulle vesti pontificali il pallio, le chiroteche, l'anello e la tiara munita di infule costituita da una fitta trama a intreccio a graticcio, con il diadema alla base, del tutto simile a quella del giacente nella tomba di Ranieri degli Ubertini in S. Domenico e quella della figura del papa nell'affresco di Buffalmacco. La cassa su cui vi è il gisant è sorretta da tre colonnine e il baldacchino è sostenuto da quattro colonne di marmi diversi. Le colonne anteriori sono in marmo africano, quelle murate nella parete sono in marmo lunense, un rocchio è in marmo africano e due sono in marmo apuano. La base della colonna centrale che sorregge la cassa è diversa da quelle a destra e a sinistra, poiché è squadrata mentre le altre due sono ottagonali. L'intera struttura poggia su di un basamento decorato da sei lastre di marmo rosso veronese e lateralmente riprende il prospetto principale, seguendo il motivo dell'arco ogivale trilobato decorato da elementi fitomorfi. I rilievi della cassa del sepolcro aretino presentano una certa fissità come se fossero racchiusi a forza nelle mandorle. Risulta plausibile la formazione in ambito senese dell'autore, forse iniziatore perfino di una corrente artistica la cui acme si colloca nei primi anni del XIV secolo; oggi l'attribuzione oscilla ancora tra Gano di Fazio (o un componente della sua bottega) e Camaino di Crescentino.
Più avanti si incontrano i frammenti di un affresco trecentesco con la Madonna col Bambino in trono tra santi di Buonamico Buffalmacco, databile tra il 1321 e il 1327, situato entro il vano ad arco, il cui intradosso è decorato da motivi geometrici e vegetali, di una precedente cappella gotica. L'opera è divisibile in due registri; nel primo sono rappresentati san Francesco, papa Gregorio X, la Vergine in trono col Bambino e due santi ora non visibili, nel secondo Cristo in Pietà con gli strumenti della Passione.

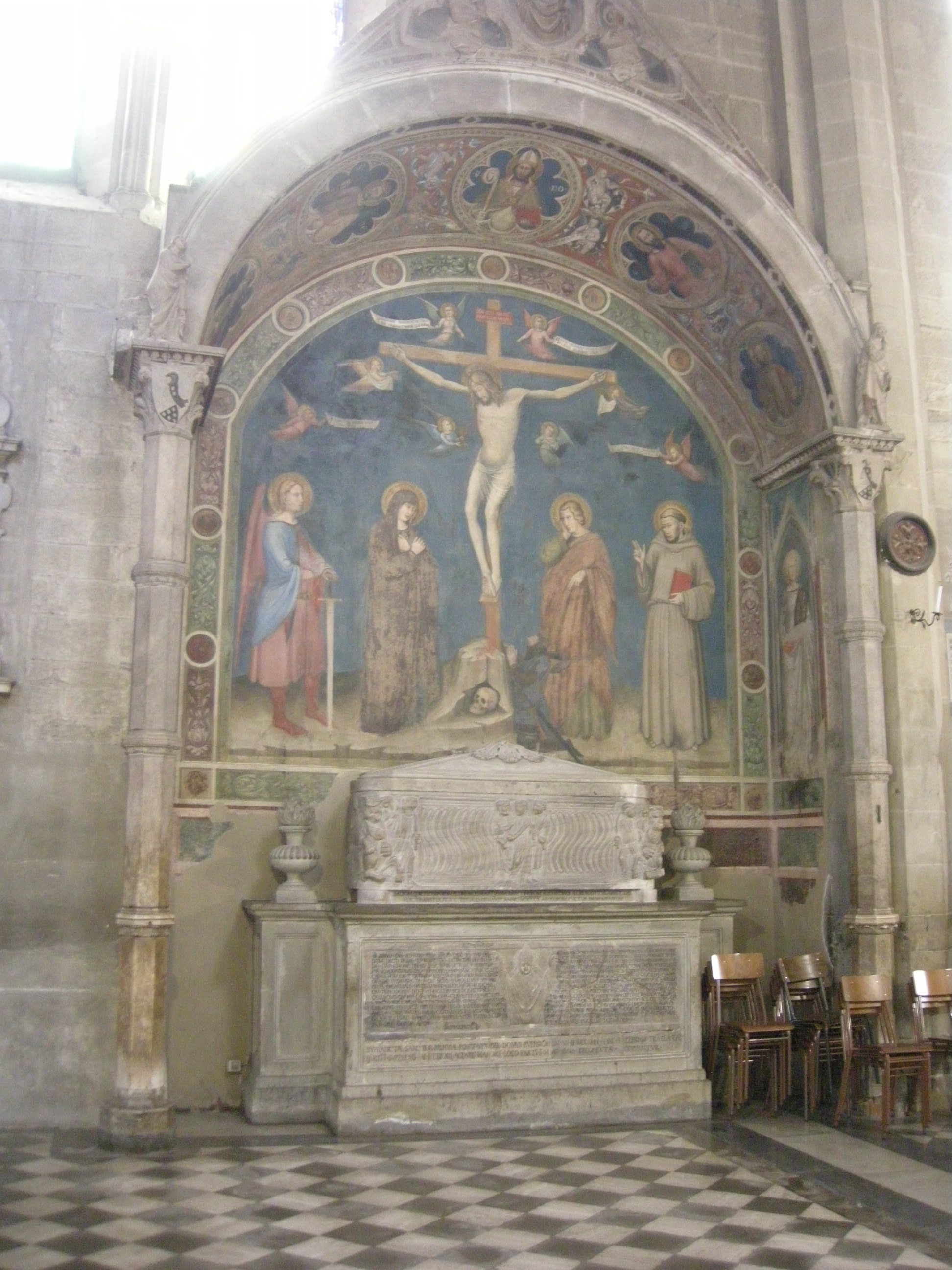
Monumento sepolcrale di Ciuto Tarlati

Sui pilastri della navata centrale, si trovano due pergami della seconda metà del XV secolo di scuola marchigiana.
Segue un affresco con la Madonna col Bambino tra sei storie delle vite dei santi Cristoforo e Giacomo Maggiore, di un maestro anonimo della seconda metà del XIV secolo.
Nella quinta campata della navata si trova il monumento sepolcrale di Ciuto Tarlati (1334), composto da un sarcofago marmoreo baccellato del IV secolo e una serie di rilievi dello scultore senese Giovanni di Agostino, coronati da un arco sotto il quale si trova l'affresco del Crocifisso tra la Madonna e santi col donatore Ciuccio di Vanni Tarlati di Pietramala, di un pittore aretino coevo detto Maestro del Vescovado. Si tratta dell'unica delle ventisei cappelle esistenti nel Trecento che sia pervenuta.
La sesta e ultima campata della navata è decorata, sulle pareti, da un ciclo di affreschi di Giuseppe Servolini raffiguranti la Passione di Gesù: sulla parete laterale Gesù che porta la Croce e sulla parete di fondo, a sinistra l'Ecce Homo, a destra la Crocifissione. Nella parete fondale, davanti alla quale si trova il barocco altare del Santissimo Sacramento, si apre una monofora chiusa da una vetrata policroma raffigurante in alto il Redentore e in basso San Donato.
La navata è illuminata da cinque grandi bifore chiuse da pregevoli vetrate policrome di Guillaume de Marcillat: la prima vetrata raffigura la Vocazione di San Matteo (1519-1520) e venne commissionata dall'Opera del Duomo, il cui stemma è presente nell'oculo; la seconda vetrata, nella terza campata, venne anch'essa commissionata dall'Opera del Duomo e raffigura il Battesimo di Cristo (1519); nella quarta campata si aprono due bifore, la prima con la Cacciata dei mercanti dal Tempio (1522-1524), la seconda con Cristo e l'adultera (1522-1524); nella quinta campata, una bifora più grande delle altre ospita una vetrata con la Resurrezione di Lazzaro (1519-1520).

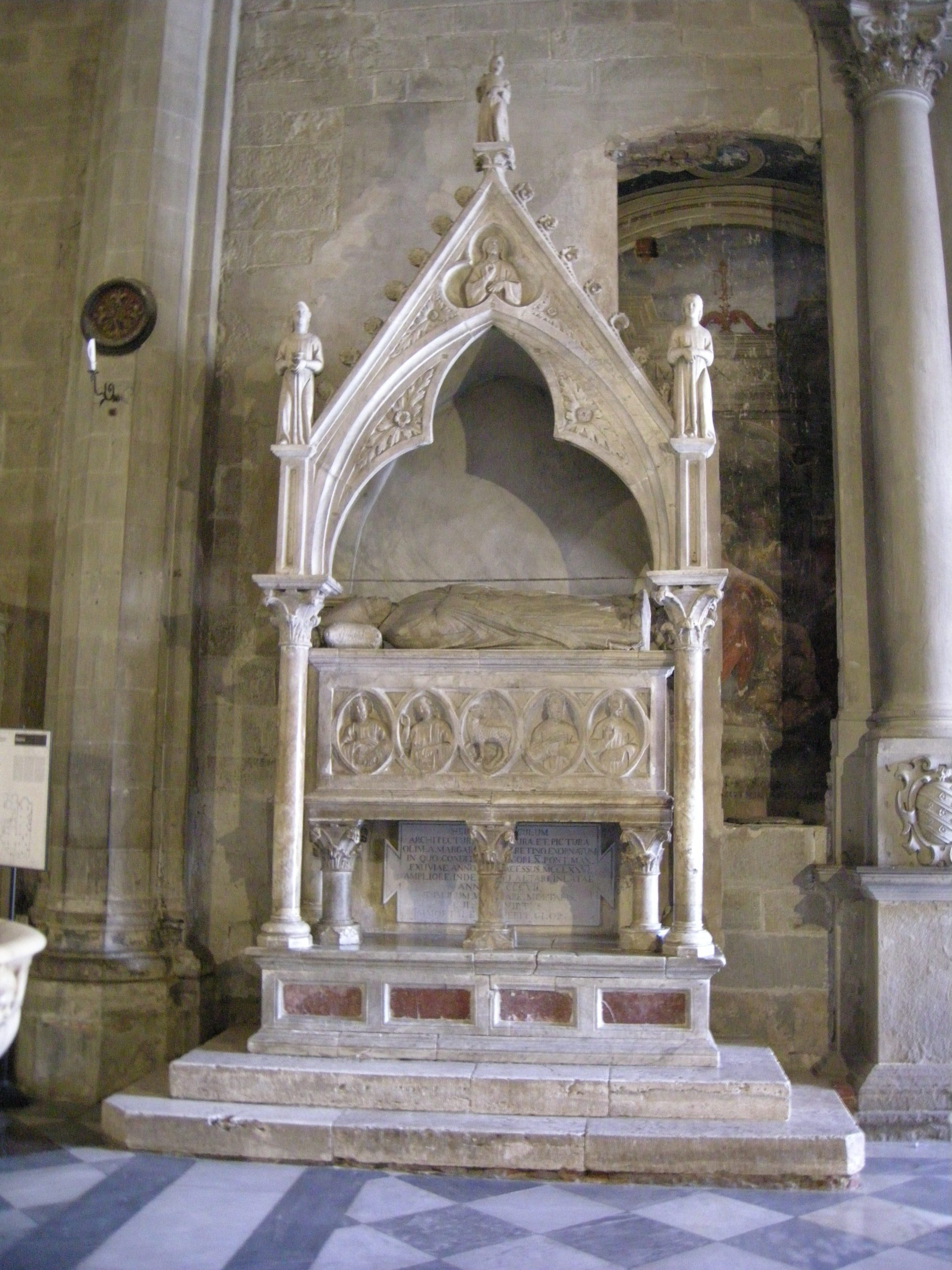
Monumento funebre di Gregorio X (inizi del XIV secolo)
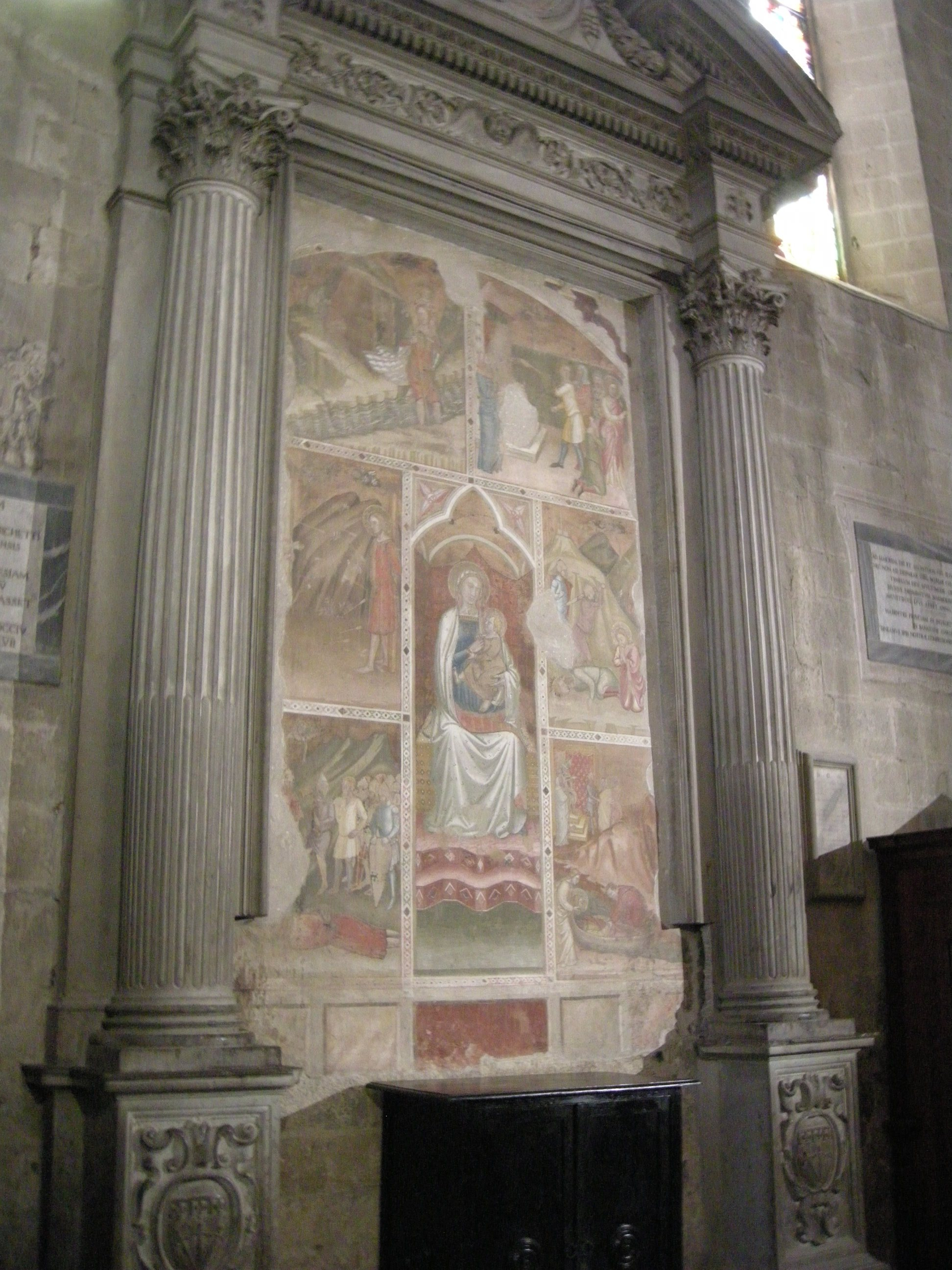
Madonna col Bambino tra sei storie delle vite dei santi Cristoforo e Giacomo Maggiore (seconda metà del XIV secolo)
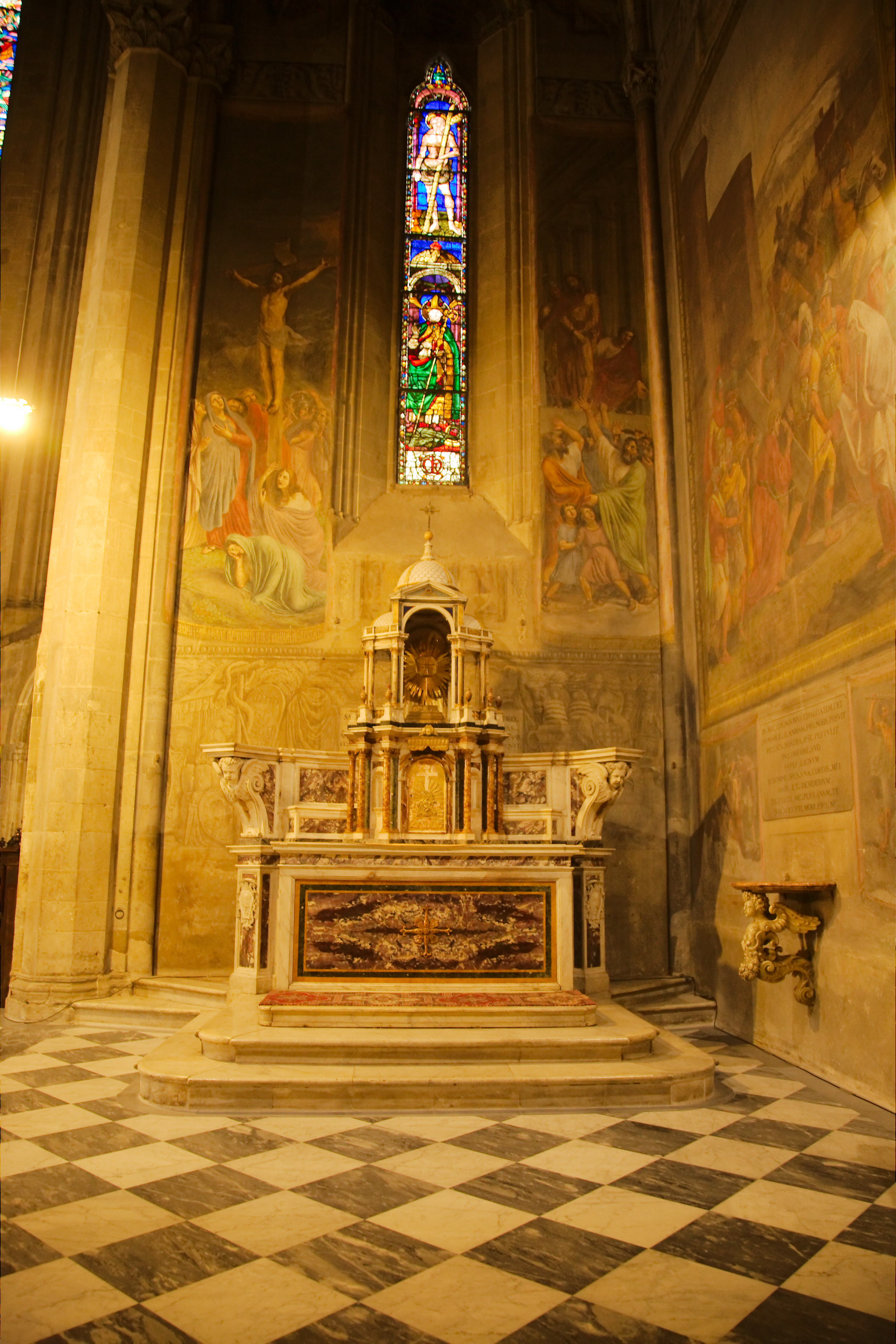
Altare del Santissimo Sacramento
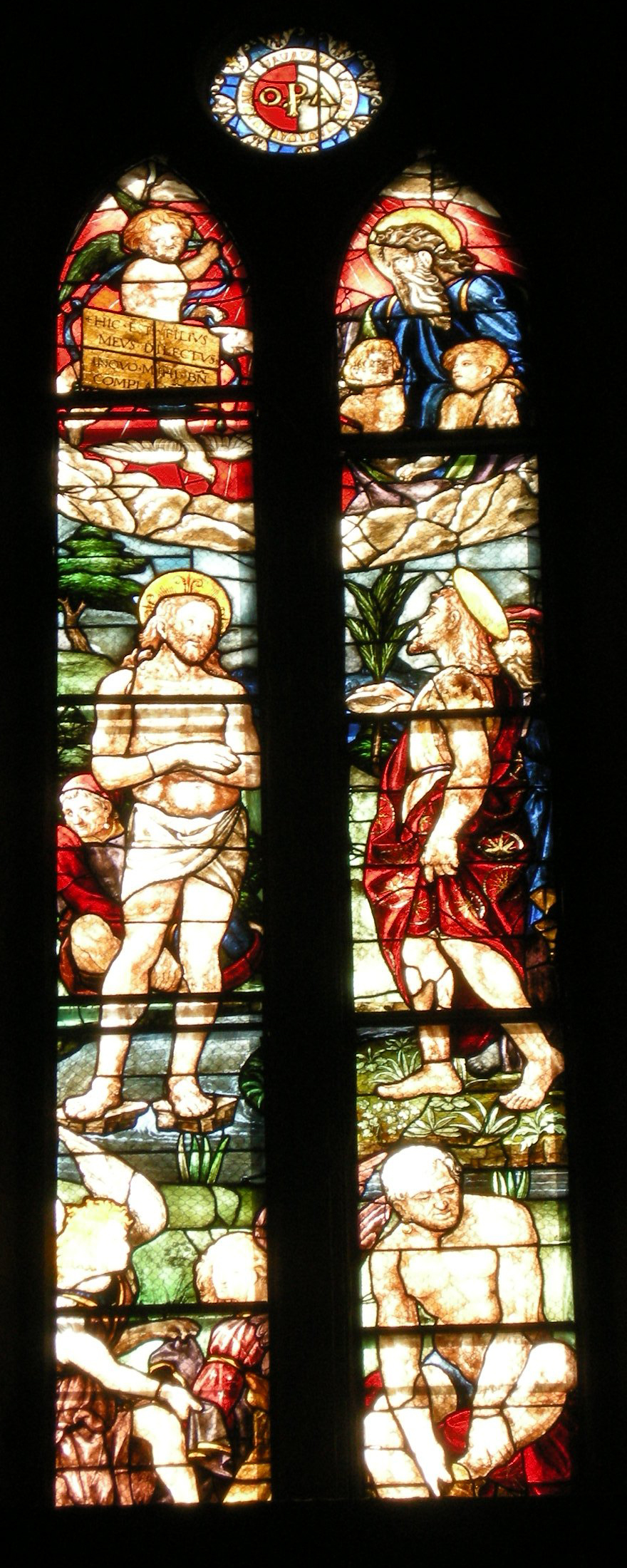
Vetrata del Battesimo di Cristo (Guillaume de Marcillat, 1519)

### Organi a canne
Gli organi della cattedrale dei Santi Pietro e Donato ad Arezzo sono tre:
- l'organo maggiore venne costruito tra il 1534 e il 1536 da Luca di Bernardino da Cortona e ricostruito da Pier Paolo Donati nel 1990, ha un'unica tastiera e pedaliera e dispone di 7 registri;
- l'organo del coro fu costruito da Paolo Ciabatti nel 2022, ha 27 registri su due manuali e pedale e si trova nella quarta campata della navata di destra;
- nella cappella della Madonna del Conforto vi è l'organo Tamburini opus 76, costruito nel 1922.